# Die Todesmale des Engels

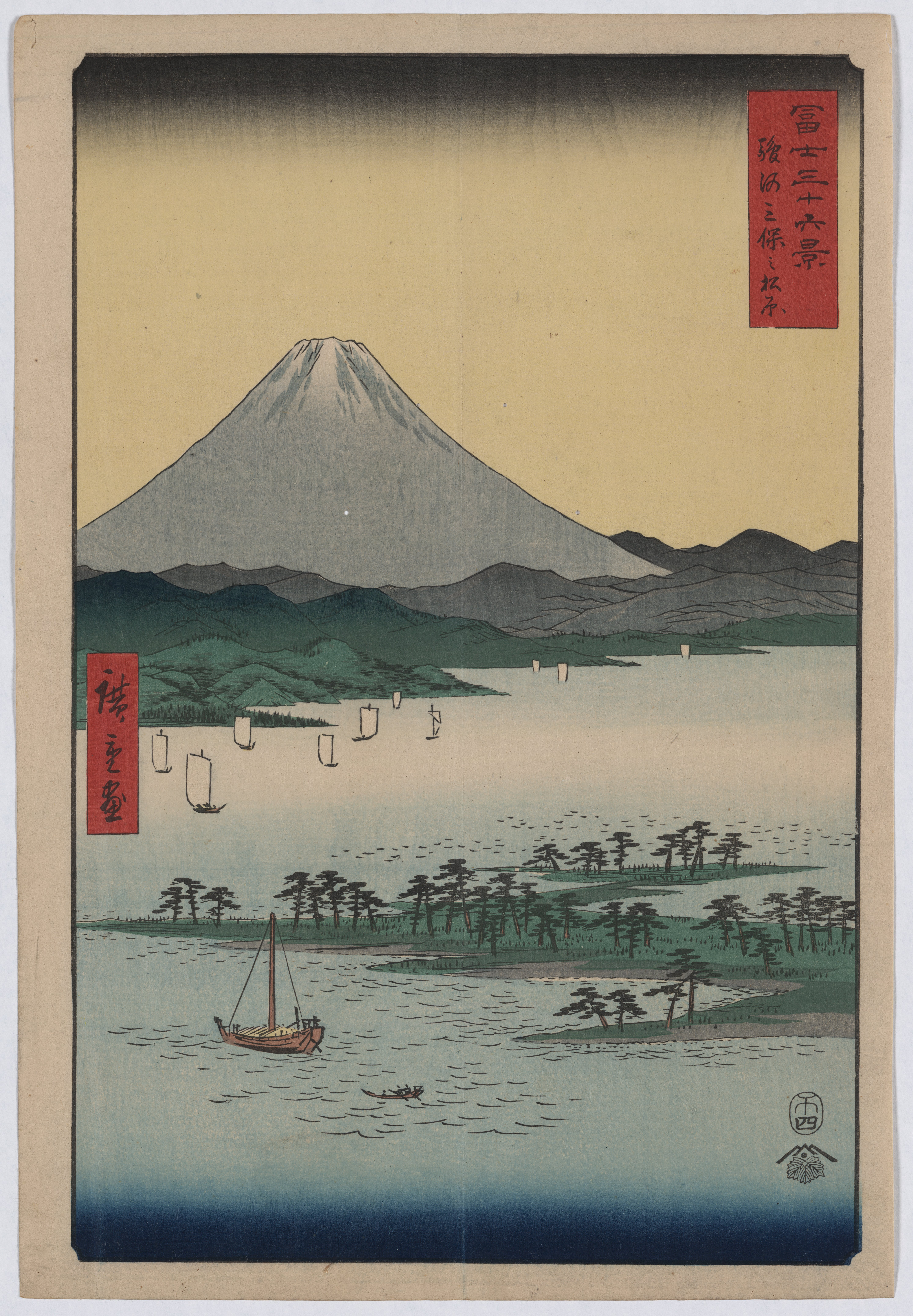
Am Miho-Strand soll der namensgebende Engel gefallen sein.

Die Todesmale des Engels (jap. 天人五衰, Tennin Gosui) ist der achtzehnte und letzte Roman des japanischen Schriftstellers Yukio Mishima vor seinem ritualisierten Suizid am 25. November 1970. Es handelt sich um den vierten und letzten Band der Tetralogie Das Meer der Fruchtbarkeit. Er erschien am 25. Februar 1971 posthum bei Shinchosha. Wie auch die ihm vorausgehenden Bücher wird er zu Mishimas Opus magnum gezählt und gilt insbesondere in seinem Schöpfungsland als Meisterwerk der Nachkriegsliteratur.
Die mit gerade einmal 236 Seiten bemerkenswert kurze Erzählung handelt vom pensionierten Richter Shingekuni Honda, einer Hauptfigur aller vier Bände. Nach dem Tode seiner Ehefrau Rié lebt er mit seiner lesbischen Freundin Keiko in einer Villa im Tokioter Stadtteil Hongō. Er entdeckt den sechzehnjährigen Waisenjungen Tōru, der durch seine drei untereinanderliegenden Muttermale an der linken Rückenseite die dritte Reinkarnation seines alten Schulfreundes Kiyoaki zu sein scheint. Honda adoptiert den Jungen und hofft, ihm rationales Denken anstelle ungezügelter Leidenschaft beibringen zu können, damit ihm der frühe Tod seiner Vorgänger erspart bleibt und Kiyoaki endlich Frieden findet. Tōru stellt sich aber als selbstgefällige, feindselige und machthungrige Version Kiyoakis heraus, dessen einziges Ziel ist, sich an der Welt zu rächen und jedem, inklusive seines Adoptivvaters, zu schaden. Er verlobt sich mit der gleichaltrigen Momoko und beginnt bewusst, um sie zu verletzen, eine Affäre mit einer anderen Frau. Seine Bediensteten terrorisiert er und letztlich schafft er es sogar, Honda als senil einstufen zu lassen, sodass dieser die Verfügungsbefugnis über sein Grundstück verliert. Trotz aller Misshandlungen behält Honda ihn bei sich. Auf einer Weihnachtsfeier erfährt Tōru von Hondas enger Freundin Keiko den Grund für die Adoption: Sollte Tōru nicht vor 1975 sterben, ist er ein Schwindel und der Reinkarnationskreislauf ist längst gebrochen. Tōru versucht daraufhin, durch Methanol Suizid zu begehen, scheitert aber und erblindet; Honda erkennt, dass es sich tatsächlich nicht um die dritte Reinkarnation seines alten Freundes handelt. Im letzten Teil des Buches, am 22. Juli 1975, besucht der mittlerweile 81-jährige Honda nach über sechzig Jahren seine alte Freundin Satoko, Kiyoakis frühere Geliebte aus dem ersten Band, im Gesshu-Tempel. Sie erkennt ihn zwar wieder, behauptet aber entgeistert, nie einen Kiyoaki gekannt zu haben. Honda weiß die überraschende Antwort nicht ganz einzuordnen und spaziert im Garten des Tempels, einem „Ort ohne Erinnerungen, gar nichts.“
Während Mishima mit Schnee im Frühling seine romantische, mit Unter dem Sturmgott seine politische und mit Der Tempel der Morgendämmerung seine spirituelle Seite thematisiert hat, vertritt Die Todesmale des Engels Nihilismus und Pessimismus und begründet damit Mishimas Lebensphilosophie des „kosmischen Nihilismus“. Mishima, der anhand der Tetralogie den westlichen Einfluss auf Japan und dessen Wandel von einer feudalistischen, patriarchalen und aristokratischen Gesellschaft in eine moderne Demokratie demonstriert, zeichnet eine geradezu dystopische Zukunftsvision. Die Nostalgie und Schönheit der anderen Bänder, die bereits ab Der Tempel der Morgendämmerung abgenommen hat, ist verschwunden und übrig bleibt eine völlig identitäts- und prinzipienlose Welt. Gleichzeitig führt er die in der Tetralogie etablierten Konzepte der Ideen Wang Shourens, des Speicherbewusstseins und der Reinkarnationen, zu einem geschlossenen Ende, das bis heute eine Vielzahl von Interpretationen mit sich bringt.
Eine deutsche Übersetzung von Siegfried Schaarschmidt erschien 1988 beim Carl Hanser Verlag (ISBN 978-3-446-14615-0) sowie 1990 als sublizenzierte Taschenbuchausgabe beim Goldmann Verlag (ISBN 978-3-442-09940-5).

## Handlung

### Kapitel 1–10

#### Vorstellung von Tōru und Kinue

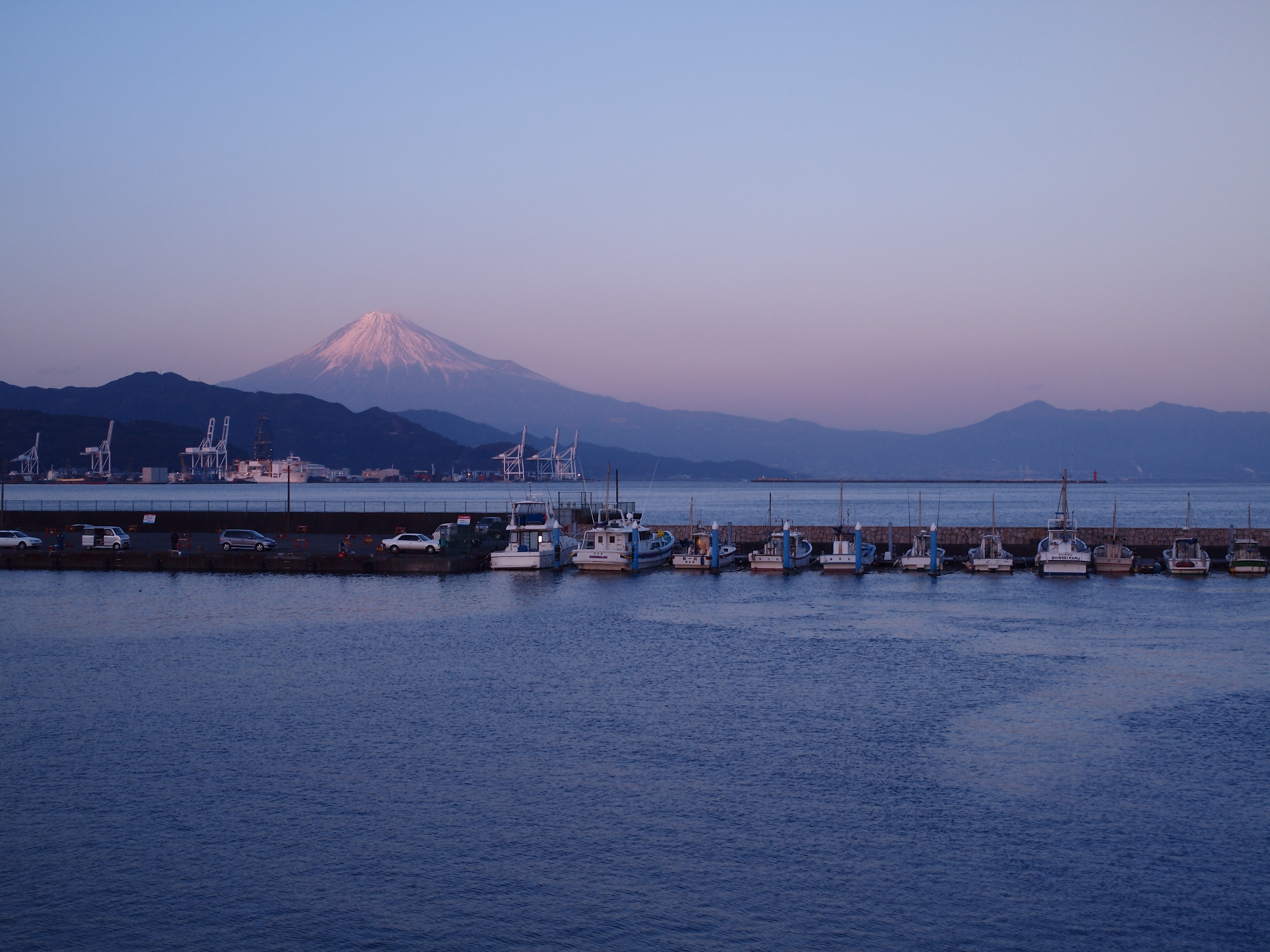
Der Roman beginnt am Shimizu-Hafen, an dem Tōru als Signalfunker arbeitet.

Die Handlung des Romans beginnt am Samstag, dem 2. Mai 1970, in der Suruga-Bucht an der Küste der Izu-Halbinsel. Tōru Yasunaga ist ein 16-jähriger Waisenjunge und arbeitet in Shizuoka als Signalfunker; er wartet auf das Eintreffen des Frachtschiffs Tenrō-maru, das sich für 16 Uhr angekündigt hat. Da es sich zu verschieben scheint, setzt er sich zurück in die Kajüte und beobachtet das weite Meer: Die ganze Insel ist durch Nebelschwaden überdeckt und durch die hell leuchtenden, neonfarbenen Exportschiffe erscheint das Wasser „wandelnd in neuen Farben.“ Normalerweise arbeiten vier Signalarbeiter in der Teikoku-Signalstation, da aber einer krankheitsbedingt langfristig ausfällt, einigten sich die übrigen drei, wechselnde 24-Stunden-Schichten zu übernehmen. Während Tōru den Großfrachter leitet, erfährt der Leser über dessen Persönlichkeit: Seine Eltern sind beide früh gestorben, sein Vater auf hoher See und seine Mutter durch Selbstmord. Schon vor vielen Jahren hat er für sich entschieden, nicht in diese Welt zu gehören; die eine Hälfte von ihm ist auf Erden gefangen, die andere war bereits oben im Himmel. Folglich gibt es auch keine irdischen Gesetze oder Regeln, denen er sich zu unterwerfen hat. Sein gelegentliches Lächeln ist das letzte Zeichen nach außen, die Menschheit noch nicht komplett abgelehnt zu haben; es ist aber im Schwinden begriffen. Den Gefühlen und Problemen normaler Menschen fühlt sich Tōru schon so lange fern, dass er sich nicht mehr sicher ist, ob er überhaupt selbst ein Mensch ist.
Später am Abend bekommt Tōru am Posten Besuch von seiner guten Freundin Kinue, die ihm nach ihrer Arbeit eine Schachtel Pralinen vorbeibringen wollte. Sie ist eine geistig verwirrte und „unsäglich hässliche“ Frau, die sich selbst für beträchtlich hübsch hält und fantasiert, alle Männer seien hinter ihr her: „Jeder Mann, jeder einzelne, an dem ich vorbeilaufe, schaut mich an wie ein sabbernder Hund. Ich laufe nichtsahnend durch die Straßen und jeder Mann, der mir entgegenkommt, sagt mit seinen Augen Ich will sie Ich will sie Ich will sie.“ Sie erzählt Tōru eine lange Geschichte über einen gutaussehenden Jungen in einem Boston-Shirt, der ihr im Bus vor allen Anwesenden in den Schritt gegriffen haben soll. Sie fragt Tōru: „Denkst du nicht auch, eine wunderschöne, gutgebaute Frau hat die besten Chancen, später ein Engel zu werden?“ Der Leser erfährt vom Erzähler mehr über Kinue: Sie ist die Tochter eines wohlhabenden Landbesitzers und wurde für sechs Monate wegen delirischer Depression in eine Psychiatrische Klinik eingeliefert. Trotz all ihrer Unzulänglichkeiten ist sie die einzige Person, die Tōru in sein Herz geschlossen hat: Er mag Menschen, die sich weigern, die Welt anzuerkennen.

#### Vorstellung von Honda
Die Erzählung springt zu Honda, inzwischen 76 Jahre alt. Seit dem Tode seiner Frau Rié reist er leidenschaftlich, jedoch nur an nahegelegene Orte, die ihn nicht überfordern. Seinen letzten Ausflug machte er nach Nihondaira, am Fuße des Fuji gelegen, mit einem Zwischenstopp an der wunderschönen Küstenlandschaft Miho no Matsubara. In dieser soll einer Legende nach vor langer Zeit ein Engel gefallen sein und ein Stück seiner Robe zurückgelassen haben. Honda besucht die absterbende Kiefer, die Ichijō Kaneyoshi als Absturzort identifiziert haben soll. Auf dem Rückweg besucht er die Komagoeküste; sein nostalgischer Blick auf das Meer wird aber durch die Menge an Industrieabfall, der über den ganzen Strand verteilt ist, abgelenkt, allen voran leere Coca-Cola-Dosen, Konservendosen, Maleimer, Plastiktüten und Waschmittelverpackungen. Dort, wo früher ein weitflächiges Blumenbeet war, steht nun ein großer Wassertank, auf dessen Dach die Teikoku-Signalstation gebaut wurde. Um Mitternacht, in seinem Haus in Hongō, träumt Honda von mehreren Engeln – männlich und weiblich, direkt aus den Sechs Daseinsbereichen – die über den Miho no Matsubara fliegen. In seinem Traum ist er der Fischer, der versucht, dem Engel seine Robe zu stehlen. Als er hochblickt, erkennt er Kiyoaki, Isao und Ying Chan; erschrocken wacht er auf; es ist 01:30 am Morgen. Honda fürchtet, bis zur Morgendämmerung wach zu bleiben.

#### Tōrus Muttermale
Um neun Uhr morgens endet Tōrus Schicht und er nimmt den Bus zu seiner Wohnung. Die Sonne scheint an der Sakurabashi-Station und durch die vielen neuen Kaufgeschäfte sieht die Umgebung aus „wie eine Einkaufsstraße in den Vereinigten Staaten.“ Seine Wohnung wird beschrieben: Er wohnt am hinteren Ende des zweiten Stockworks, mit Blick auf den Bahnhof. Sie besteht aus zwei Zimmern, einer Küche und immer zur Hälfte heruntergelassene Rollläden. Während er sein Bad vorbereitet, raucht er eine Zigarette an der Fensterbank und beobachtet die lauten Frauen und Kinder unten an den Geschäften. Der Erzähler bemerkt, dass Tōru es genießt, „Menschen zu beobachten wie Tiere im Zoo.“ Er sitzt im Bad und die Morgensonne scheint auf seine linke Rückenseite und enthüllt drei untereinanderliegende Muttermale; dieselben wie die von Kiyoaki, Isao und Ying Chan.

#### Zusammenleben von Honda und Keiko

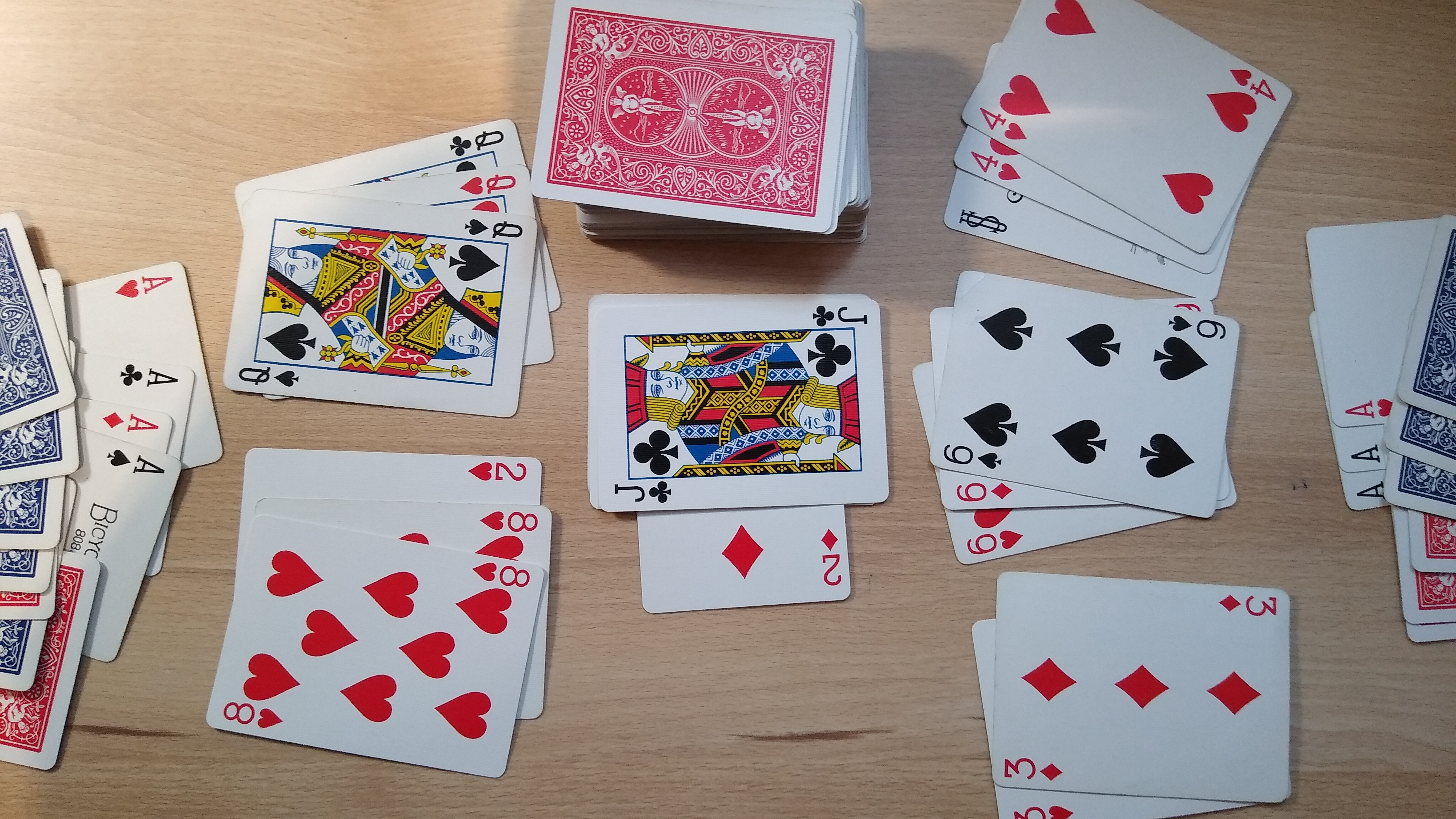
Nach dem Tod seiner Frau Rié veranstaltet reist Honda mit seiner Freundin Keiko viel und veranstaltet Canasta-Abende

Im Kapitel 7 wird Hondas aktuelle Lebenssituation näher beleuchtet: Nach dem Tode seiner Frau leistet ihm Keiko, ehemalige Liebhaberin von Ying Chan und mittlerweile offen homosexuell lebend, als platonischer Lebenspartner Gesellschaft. Ärzte treiben sie in den Wahnsinn, da sie sich immer gegenseitig ihre Hämorrhoiden und ihren Cholesterinspiegel überprüfen und jedem Arzt widersprechen, der ihre Observationen negiert. Besonders ein gemeinsames Charakteristikum schweißt das ungleiche Duo zusammen: ihr hohes Alter. Sie lieben es, sich über junge Männer, die Zengakuren und Hippies zu echauffieren. Gemeinsam sind sie mehrfach nach Europa, allen voran Venedig und Bologna, gereist und haben Canastaabende veranstaltet. Obwohl er es nicht offen aussprechen mag, vermisst Honda seine Ehefrau nicht richtig; alles, wogegen sie sich immer gesträubt hat, zum Beispiel lange Urlaube, macht Keiko mit. Dennoch trägt er bei jedem Trip ein kleines hölzernes Kenotaph in Andenken an Rié mit sich, das Keiko – im Fall, dass Honda im Urlaub stirbt – mit nach Japan nehmen soll. Keiko macht sich indes über diese Form von Tribut lustig: „Was ein Geschenk. Sie hat sich immer geweigert, mit dir hier hin zu kommen, deswegen nimmst du sie nach ihrem Tod einfach gegen ihren Willen mit.“ Auf ihrem Trip nach Rom schläft Keiko mit einer jungen Kellnerin, während Honda aus dem Badezimmer zuschauen darf, um seinen voyeuristischen Neigungen nachzugehen. Honda schwelgt in Erinnerungen an sein altes Leben und gerät immer mehr in Konflikte mit der Haushälterin und den Bediensteten. Sein Verlangen, Satoko zu besuchen ist in den letzten Jahren erheblich angestiegen; er fürchtet sich aber, dass die „Reliquie der Vergangenheit“ zerstört werden würde und Satoko in ihren vielen Jahren als Äbtissin einen Grad von Bodhi erreicht hat, den sich Honda nicht einmal ausmalen kann. Die Erkenntnis, dass er Satoko zwangsläufig auch als Repräsentant Kiyoakis besuchen würde, von dessen Schicksal sie in ihrer Isolation vermutlich nie gehört hat, kommt erschwerend dazu. Keiko hat sich währenddessen völlig dem Studium der japanischen Kultur hingegeben, auch wenn ihr Wissen zweitklassig und oberflächlich ist oder, wie Honda es nennt, „Ein Kühlschrank voller Gemüse“. Sie arrangiert ein „traditionelles japanisches Essen“ als Rollenspiel, bei dem die eingeladenen Gäste die Rollen berühmter Aristokraten spielen sollen. Inspiriert wurde sie durch das Stück Hagoromo von Zeami Motokiyo, das die Legende des fallenden Engels am Mihi no Matsubara behandelt. Als das Mahl vorbei ist und die Gäste sich verabschieden, bittet Keiko Honda: „Es gibt so viele Orte hier in Japan, an denen ich noch nie war. Bitte kommt mit mir zum Miho no Matsubara.“

#### Urlaub in Miho no Matsubara

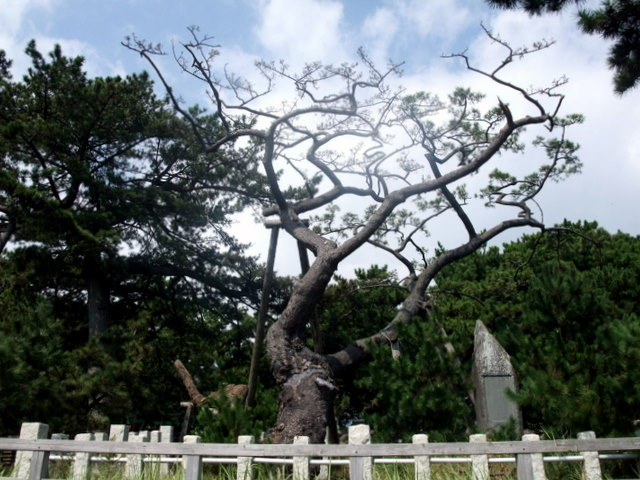
Der Hagoromo no Matsu, die Kiefer, auf der der Engel seine Robe verloren haben soll

Am nächsten Tag macht sich Honda mit Keiko zum Miho no Matsubara auf, obwohl er die Gegend für eine Touristenfalle hält. Auf der Busfahrt erklärt er ihr die Legende, um ihr mehr Kontext zu bieten: Ein Fischer namens Hakuryū wandert zur Mio-Schrein, ehe ein Stück einer Robe auf einer Kiefer landet; begeistert nimmt der Fischer den Stofffetzen an sich. Kurz darauf erscheint ein weiblicher Engel und bittet ihn, ihr Gewand zurückzugeben, da sie sonst nicht zurück in den Himmel könnte. Hakuryū weigert sich und die im Ekottara-agama beschriebenen fünf Todesmale des Engels beginnen einzutreten:
1. Sein Federkleid verkümmert.
2. Seine Robe wird durch übermäßigen Schweiß beschmutzt.
3. Er fängt an zu stinken.
4. Er wird in Dunkelheit gehüllt.
5. Er verliert an Selbstaufmerksamkeit und wird unglücklich.

Nach dem Abhidharma Mahāvibhāṣa Śāstra ist der Tod des Engels unausweichlich, sobald eines der Todesmale eingetreten ist. In Hagoromo ist das Federkleid des Engels schon verkümmert, Zeami habe aber wohl aus dramaturgischen Gründen die Mythologie ein wenig abgeändert. Der Fischer ist so gerührt vom Anblick des sterbenden Engels, dass er ihm das Kleid zurückgibt. Er bittet ihn um einen Tanz und der Engel tut wie geheißen, da er nun zurück in den Himmel kann.
Kurz vor der Ankunft am Ferienort fürchtet Honda, Keikos Vorstellung vom Mino no Matsubara zu hoch angesetzt zu haben. Vom romantischen, spirituellen Ort, den er durch die Legende beschrieben hat, ist durch die penetranten Reklametafeln und zahlreichen Merchandising-Geschäfte nichts mehr übrig geblieben. Keiko wirkt aber keinesfalls enttäuscht; sie genießt den Anblick des weiten Meeres und die frische Regenluft. Sie stecken dort ihre Köpfe durch bemalte Pappaufsteller und schießen Fotos, in denen sie wie Jirōchō Shimizu und seine Frau Ōchō aussehen – Yakuza-Bosse und die beiden leitenden Kapitäne am Shimizu-Hafen im 19. Jahrhundert. Die Umgebung wird abwechselnd aus Sicht Hondas und aus Sicht Keikos beschrieben und die Unterschiede sind immens: Während Keiko die Meeresluft, die glücklichen Familien und die schönen Tempel wahrnimmt, sieht Honda nur die Reklametafeln, Coca-Cola-Laster und Shopping-Plastiktüten, bei denen er sich sicher ist, ihre Überreste bald an der Küste sehen zu werden. Auf dem Rückweg sehen sie die große, absterbende Kiefer, auf der ein Engel seine Robe verloren haben soll und Honda ist genervt von einer Gruppe Jugendlicher, die trotz mehrfacher Verwarnung des Wachmanns versuchen, auf den Baum zu klettern. Keiko freut sich über die glücklichen Touristen, während sich Honda in Rage redet: „Tja, da hast du sie, die berühmte Kiefer. Da kommen sie wieder, um Fotos zu schießen. So macht man es. Guck dir die Kiefer nicht einmal richtig an, mach einfach ein Foto und verschwinde wieder.“; Keiko rollt die Augen und vertröstet ihn: „Du nimmst das alles zu ernst. Es ist schön hier, ich bin nicht enttäuscht. Klar ist es hier dreckig und der Baum ist am Sterben, aber wenn alles so wäre wie im Stück beschrieben, dann wäre alles eine Lüge. Die Natürlichkeit macht es doch erst Japanisch. Ich bin froh, hier zu sein.“ Im Anschluss besuchen sie den Mio-Schrein, aber nur kurz, denn Honda ist erschöpft und will nach Hause.

#### Aufeinandertreffen von Honda und Tōru
Ihr Bus hält an der Signalstelle, an der auch Tōru arbeitet. Honda fühlt sich mystisch zu dem Ort hingezogen und geht hinaus, um dort nachzuschauen. Die Tür zum Büro steht halb offen und Tōru empfängt die beiden Schnüffler: „Gibt es etwas, das ich für euch tun kann?“, „Nicht wirklich, wir sind Touristen und wollten uns hier ein wenig umsehen.“, „Gerne. Kommt rein.“ Tōru wirft die Blumen, die ihm Kinue vor kurzem vorbeigebracht hat, in den Abfalleimer und stellt sich zurück an das Teleskop. Hinterrücks versucht er die Blüte, die ihm Kinue in die Haare gesteckt hat, wegzuwerfen und Honda erkennt, wie unangenehm ihm die Situation ist. Als Honda ihn beobachtet, spürt er das „unvermischte Böse“; der Grund ist einfach: „Das Innere des Jungen ist ganz und gar das von Honda selbst.“, jedes Mal wenn Honda zu ihm blickt, sieht er sich selbst. Als Tōru seine Arme streckt, um Keiko die Schiffsflaggen zu zeigen, enthüllt er die Muttermale an seiner linken Rückenseite. Honda hinterlässt seine Visitenkarten und beide laufen zurück zum Bus. Dort verkündet Honda: „Ich werde den Jungen adoptieren.“

### Kapitel 11–20

#### Geständnis Hondas an Keiko

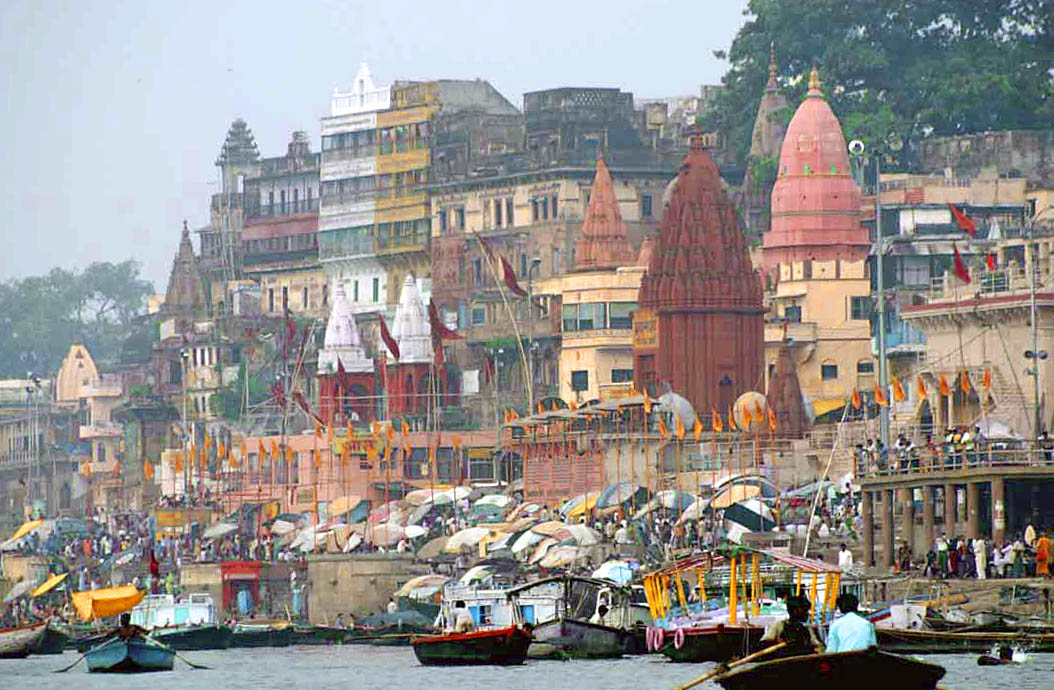
Nach seinem Aufeinandertreffen mit Tōru, bekommt Honda lebhafte Träume und ist in seinen Gedanken zurück in Varanasi.

Tōru ist noch immer perplex von dem Treffen. Sonst, wenn er Besuch bekommt, muss er maximal die Kinder kurz hochheben, um sie durch das Teleskop schauen zu lassen und das war's; dieses Paar wirkte aber anders auf ihn: Sie kamen und gingen, als hätten sie etwas gestohlen, das Tōru selbst nicht zuordnen kann. Besonders Honda bringt ihn zum Grübeln, dessen Höflichkeit schon beinahe aufgesetzt wirkte. Er versucht sich die seltsame Aura des Mannes zu rationalisieren: „Der alte Mann ist ein Anwalt im Ruhestand. Die Höflichkeit ist jahrelange Übung.“ Er kocht sich etwas zu essen und murmelt wütend vor sich hin: Jeden Tag komme Kinue vorbei, um ihm eine neue Blüte in die Haare zu stecken. Wieso tut sie das? Oder hat sie dieses Verhalten bei jemandem anderen aufgeschnappt und ahmt es nur nach? Der Erzähler betont, dass sich langsam ein „Muster des Bösen“ um ihn herum bildet.
Honda und Keiko treffen sich in ihrem Hotelzimmer in Nihondaira und öffnen eine Flasche Sake. Keiko bricht das lange Schweigen: „Ich bin schockiert, äußerst schockiert. Die Idee alleine ein Kind aufzunehmen, das du überhaupt nicht kennst.“ Sie glaubt, Honda habe Ying Chan nur als Vorwand benutzt, um seine heimliche Homosexualität vor ihr zu verstecken und wundert sich wieso: Schließlich sei auch sie homosexuell und es gäbe keine Gründe, sich dessen zu schämen. Honda unterbricht sie: „Keiko, das ist es nicht. Sie und der Junge sind identisch.“ Er erläutert ihr die Bedeutung der Muttermale und erzählt von den letzten beiden Reinkarnationen Kioyakis. Um nicht in das Schicksal einzugreifen, müsse Keiko ihm vollen Herzens versprechen, niemandem und erst Recht nicht Tōru von den Reinkarnationen zu erzählen. Zögerlich akzeptiert sie die Geschichte und leistet einen Eid, das Geheimnis bis zu Tōrus 21. Lebensjahr zu wahren. Eine Sache hat Honda aber für sich behalten: Tōru ist anders als seine Vorgänger. Sein Ichbewusstsein ist stark ausgeprägt, ganz im Gegenteil zu anderen dreien, die so sehr durch ihre Leidenschaft geleitet waren, dass sie nie die Möglichkeit hatten, ein solches zu entwickeln. In der Hinsicht fühlt sich Honda mit dem Jungen verbunden: Beide scheinen über eine außerordentliche Selbstreflexion zu verfügen, wohingegen Kiyoaki, Isao und Ying Chan dafür zu sehr in Wunschvorstellungen gelebt haben. Am Abend hat Honda einen seltsamen und lebhaften Traum: Er sitzt in an einem stürmischen Tag in seiner alten Schule, der Gakushūin und reicht Kiyoaki einen Spickzettel weiter. Schweißgebadet wacht er auf und fragt sich, welche Gedanken oder Gefühle einen solchen Traum, der eindeutig eine Prüfung darstellte, hervorgerufen haben könnte. Zwar hat sich Honda in die Wiener Psychoanalyse eingelesen, doch die These, dass sein Wille sich selbst verraten könnte, möchte er nicht akzeptieren. Er vermutet etwas anderes: Irgendwer, sei es historisch oder präsent, spielt ihn innerhalb seiner Träume gegen ihn aus. Er blickt aus dem Fenster und sieht ein indisches Exportboot vorbeifahren. Mit Gedanken ist er bei Varanasi.

#### Entwicklung des Bösen

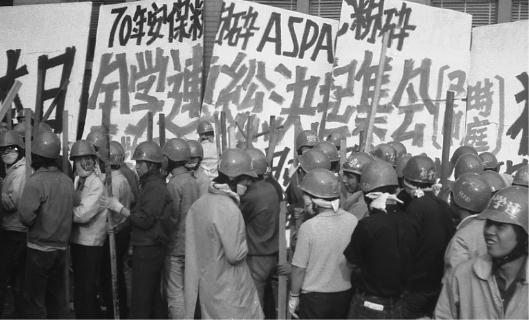
Die Zengakuren demonstrieren gegen die Verschmutzung der Küsten.

Am 10. August beginnt Tōru seine Schicht um neun Uhr morgens. Da aber bis nachmittags keine Schiffe angekündigt sind, nimmt er sich mehrere Zeitschriften mit, um seine Zeit zu vertreiben. Auf einer großen Titelseite wird vor den steigenden Mengen industriellem Abfalls an der Meeresküste von Tago gewarnt. Die Zengakuren scheinen noch am selben Tag eine Großdemonstration geplant zu haben. Tōru zeigt an beidem kein wirkliches Interesse: der Abfall wird nur selten bis zum Shimizu-Hafen gespült und die Demonstration ist so weit entfernt, dass er sie nicht einmal durch sein Teleskop sehen könnte. Alles außerhalb der Reichweite des Teleskops hat für ihn keine Relevanz. Eine andere Zeitschrift macht Werbung für einen Urlaub an der Suruga-Bucht und bringt Tōru zum Lachen: Seit er denken kann, ist die Bucht durchgängig von dichten Smogwolken überdeckt und dennoch ist die Bucht auf den Fotos sonnig, einladend und unter blauem Himmel. Kinue kommt wieder zu Besuch und erzählt ihm panisch von einem Mann, der sie über Tōru ausgefragt haben soll: „Er wollte wissen, was für eine Art von Person du bist, wie hart du arbeitest, ob du nett zu Menschen bist. Er schaute verdutzt, als ich meinte, du seist ein Übermensch. Dasselbe ist mir vor zwei Wochen schon einmal passiert.“ Während Kinue ohne Pause weiterredet, denkt Tōru nach: Selbst im Wissen, dass Kinue wieder übertreibt, wundert er sich, wer sich nach ihm erkundigen könnte. Die Polizei schließt er aus, schließlich ist sein einziges Vergehen, als Minderjähriger zu Rauchen. Er beruhigt Kinue, indem er ihr vorheuchelt, ihre Theorie zu unterstützen: „Es ist vermutlich wie du sagst. Aber ich habe kein Problem damit, für eine so schöne Frau wie dich getötet zu werden. Irgendein reicher und mächtiger Mann hat sich in dich verliebt und glaubt, wir seien romantisch miteinander involviert.“ Seine „tröstenden Worte“ wirken wenig und Kinue verlässt mit den Worten „Meine Schönheit sorgt nur für Probleme“ weinend das Gebäude.
Tōru schaut durch das Teleskop und fühlt nach Kinues Abkehr wieder, wie das „Phantom des Bösen“ ihn langsam überkommt. Die „monotone, grüne See“ erscheint für ihn wie ein „Kurier des Bösen“, der nur noch durch das „Wellenbrechen am Rand der Küste“ aufgehalten scheint. Der Himmel ist strahlend blau – in der Tat so blau, dass es ihn an die Bilder der Schule von Fontainebleau erinnert, die er als Kind in der Bibliothek gesehen hat. Himmel und See scheinen miteinander in Symbiose zu stehen und die Natur als „Ganzes“ zu bilden. Er fragt sich: „Liegt die Natur des Bösen im Ganzen? Oder in seinen Fragmenten?“ Tōru sieht die Wellen als „manifestierte Vision des Todes“ Es braucht nur einen Sprung in den „Schlund der See“ und diese entsorgt in Eile die Körper, „versteckt sie vor dem Blick der Öffentlichkeit.“

#### Adoption Tōrus

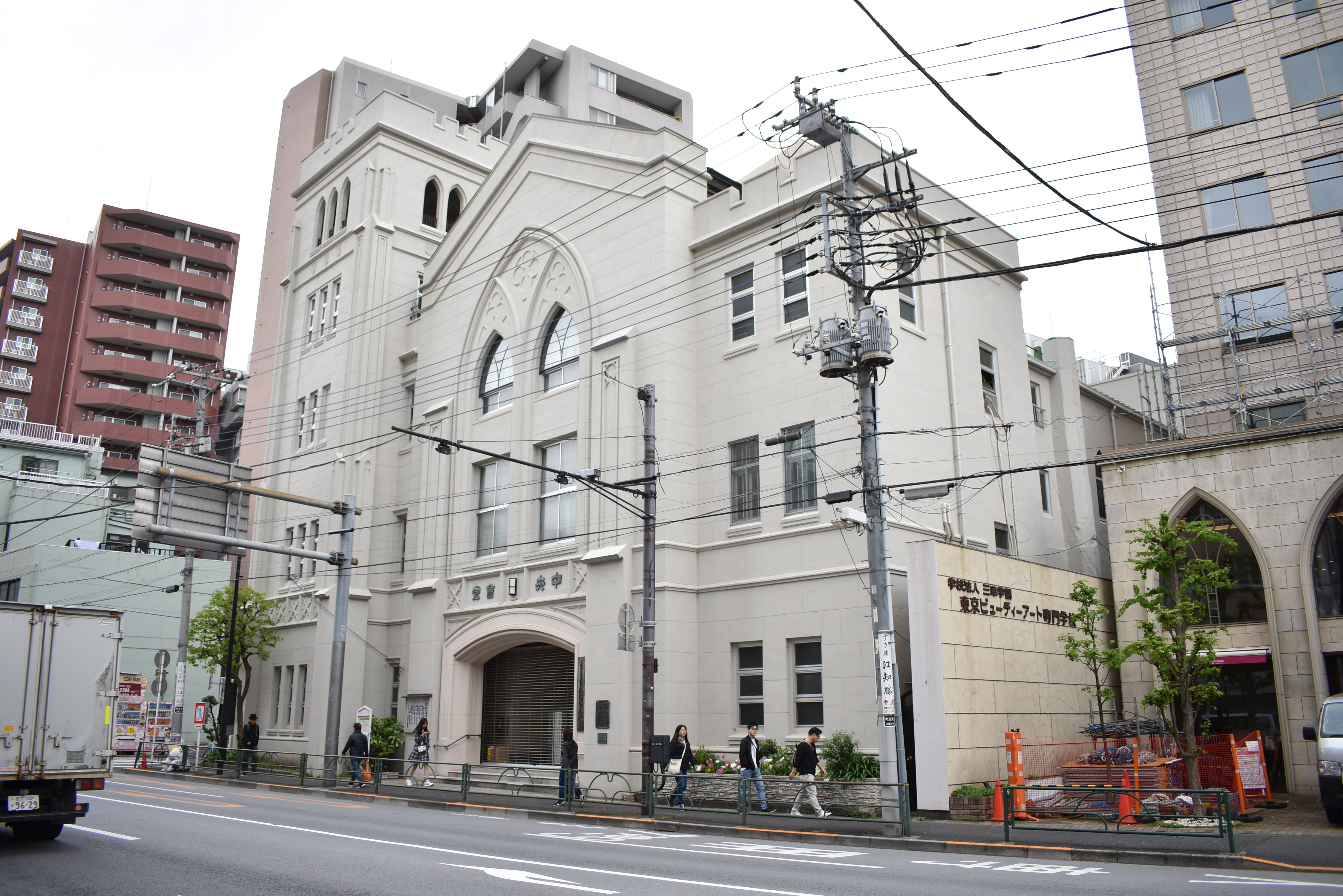
Tōru zieht zu Honda in die Villengegend Hongō.

Im späten August genießt Tōru seinen freien Tag im kühlen Südwind seiner Veranda. Unter ihm befindet sich ein Krematorium und rechts von ihm sind die grellen roten Lichter der Luxushotels und des Fernsehturms. Er selbst war nie in einem der Hotels, geschweige denn überhaupt wohlhabend. Er weiß aber, dass Vermögen und Gerechtigkeit unvereinbar sind. Zum Glück hat er kein Interesse daran, die Welt gerecht zu machen; Revolutionen soll anderen überlassen werden, nichts stößt ihn mehr ab, als Gleichheit. Seine Gedankenströme werden durch den Vermieter unterbrochen, der wieder ohne Ankündigung seine Wohnung betritt. Dennoch bleibt Tōru stets nett, denn mit nur 12.500 Yen Miete, von der die Hälfte durch die Firma übernommen wird, gibt es kaum ein günstigeres Apartment in der Umgebung. Der Vermieter überreicht Tōru einen Brief und verkündet, dass ein Mann namens Honda bereit sei, ihn zu adoptieren. Obgleich verwundert, freut sich Tōru über die Nachricht: Der alte Mann habe ohnehin nicht lang zu leben und er würde sein Anwesen und Vermögen erben. Über dessen Motive macht er sich keine Sorgen; es handelt sich schlicht um einen gelangweilten Alten, der gegen seine Einsamkeit einen Gesprächspartner braucht.
Als Honda erfährt, dass Tōrus Geburt am 20. März 1954 und damit vor dem Tod von Ying Chan stattfand, wird er skeptisch und beauftragt einen Privatdetektiv, Ermittlungen einzuleiten. Weder die US-amerikanische Botschaft in Tokio noch die japanische Botschaft in Bangkok antworten auf etwaige Nachfragen. Der Leser erfährt, über welche Wege Honda sein Vermögen aufgebaut hat und wie er bedauert, dass heutzutage „nicht mehr am Alter zu erkennen ist, ob jemand wohlhabend ist oder nicht.“ Ein Brief wird durch seinen Türschlitz gedrückt. Er öffnet ihn und sieht den angeforderten Report über Tōru:

„Report für angefragte Adoption
Nummer M-2582
Klient 1493: Herr Shingekuni Honda
20. August 1970
Dainichi Detektei.
Basisdaten: Tōru Yasunaga, geboren am 20. März 1954, 16 Jahre alt.

Meldestelle: 6-152 Yui, Ihara-gun, Präfektur Shizuoka.

Aktueller Wohnsitz: Meiwasō, 2-10 Fenabara-chō, Shimizu, Präfektur Shizuoka.

Persönlichkeit und Benehmen: Das Subjekt ist hochbegabt, mit einem Intelligenzquotienten von über 140; er gehört damit zu den höchsten 0,6% der in Japan verzeichneten. Tragischerweise hat der Junge seine Eltern im frühen Alter verloren und wurde durch einen alkoholkranken Onkel unter eingeengten Umständen aufgezogen; dadurch musste er seine Schullaufbahn nach der Mittelschule abbrechen. Er scheint über seine eigenen Begabungen nicht Bescheid zu wissen, stattdessen geht er anspruchslosen und routinemäßigen Beschäftungen mit äußerster Gewissenhaftigkeit nach. Seine Bescheidenheit und sein gutes Benehmen machen ihn bei seinen Arbeitskollegen und Arbeitgebern beliebt. Da er erst sechzehn Jahre alt ist, ist es zu früh, um sein Benehmen umfassend zu evaluieren. Er pflegt aber regelmäßigen Umgang mit einem geistig eingeschränkten Mädchen namens Kinue, deren simple Natur er nicht für Sex ausnutzt. Sie bezeichnet ihn als Übermenschen.

Interessen und Hobbies: Er scheint keine nennenswerten Interessen zu haben. In den Ferien besucht er die Bibliothek oder das Kino. In der Regel ist er dabei alleine, er scheint sich dabei aber Wohl zu fühlen. Seine Zigarettenabhängigkeit trotz seines jungen Alters kann durch die häufige Einsamkeit und die Banalität seiner Arbeit erklärt werden. Bis dato scheint das Rauchen keinen nennenswerten Effekt auf seine Gesundheit zu haben.

Familienstand: ledig.

Ideologie und Bekanntschaften: Er zeigt kein Interesse an extremen politischen Bewegungen. Stellenweise bekundet er seine generelle Ablehnung gegenüber Politik und politischen Bewegungen. Die Firma gehört keiner Gewerkschaft an und er ging auch keinen Bestrebungen nach, sich einer Gewerkschaft anzuschließen. Er liest viel und breitgefächert, besitzt aber kaum selbst Bücher. Seine Bücher liest er zum größten Teil in öffentlichen Bibliotheken; ein weiteres Indiz für sein bemerkenswertes Erinnerungsvermögen. Es gibt keine Anzeichen, dass er sich linksextremen oder rechtsextremen Schriften verbunden fühlt. Es liegt eher nahe, dass er sich Wissen von allen möglichen Perspektiven aneignet. Er trifft sich gelegentlich mit ehemaligen Schulkameraden, scheint aber keine engen Freunde zu haben.

Religion und andere Glaubensrichtungen: Die Familie ist buddhistisch, er selbst zeigt aber kein Interesse an Religion. Er ist trotz intensivem Drucks durch ihre Anhänger keiner der neuen religiösen Sekten zugehörig.

Familie: Bei beiden Familienzweige wurden keine Anzeichen auf etwaige geistige Erkrankungen festgestellt. Die Recherche wurde bis zur dritten Generation ausgeweitet.“

Im Oktober zieht Tōru in Hondas Haus in Hongō und bekommt Unterricht in ausländischen Tischmanieren und anderen sozialen Umgangsformen. Honda betont ihm gegenüber die Wichtigkeit guter ausländischer Tischmanieren: „Ausländische Tischmanieren mögen ein wenig lächerlich wirken, aber wenn sie natürlich kommen, geben sie dem Gast ein Gefühl von Sicherheit. Anzeichen von guter Erziehung geben einer Person Status und mit guter Erziehung meinen wir in Japan die Vertrautheit mit westlichen Verhaltensweisen. Den reinen Japaner findest du nur noch im Ghetto oder in der Unterwelt.“ Während er seine Tiraden runterschwafelt, denkt Honda an Isao, der nichts von westlichen Tischmanieren wusste. Honda möchte ihn dieses Mal endlich vor seinem jungen Tod bewahren, um seinen alten Freund endlich ruhen zu lassen; folglich muss Tōru all das können, was seine vorherigen Versionen verweigert haben. Dass Tōru besonders desinteressiert wirkt, kommt ihm augenscheinlich gelegen, da er dadurch weniger leidenschaftlich und idealistisch ist, als zuvor Kiyoaki, Isao und Ying Chan.

#### Intrige gegen Furusawa
Um Tōru auf die Aufnahmeprüfung der Oberschule vorzubereiten, rekrutiert Honda drei begabte Studenten aus der Universität Tokio, die seine Hauslehrer werden sollen. Einer kümmert sich um die Fächer Soziologie und Literatur, ein anderer um Mathematik und Naturwissenschaften und einer um Englisch. Als Literatur- und Soziologielehrer wählt Honda den 21-jährigen netten Studenten Furusawa aus. Dieser versteht sich sehr gut mit dem jungen Schüler und nimmt ihn gelegentlich in Kaffeehäuser oder zu kleinen Spaziergängen mit. Hinter dem Bahnhof Suidōbashi und am Koishikawa Kōrakuen, dessen schöner Garten durch große metallische Bautürme überdeckt wird, treffen sich Tōru und Furusawa im frühen November in einem kleinen Café namens Renoir nahe dem Baseballstadion. Furusawa lässt seine Abneigung gegen Honda offen heraus: „Herr Honda ist viel zu strikt. Ist ja nicht so als ob du ein gewöhnlicher Mittelschüler wärst. Du hast die Welt erlebt. Er will dich aber wieder zum Kind machen. Aber keine Sorge, der Schrecken hat sein Ende, wenn du erst einmal 20 bist. In der Uni kannst du deine Flügel ausbreiten.“ Tōru freut sich über jede abfällige Bemerkung Furusawas, achtet aber darauf, nicht zu enthusiastisch zu reagieren. Das nette Gespräch nimmt eine seltsame Wendung, als Furusawa Tōru zu seiner Meinung von Suizid befragt:

„Furusawa: „Hast du jemals an Suizid gedacht? […] Schau mich nicht so an, ich hab mir nie wirklich ernsthaft darüber Gedanken gemacht. Ich mag es nicht, wenn schwache und kranke Menschen Suizid begehen. Aber es gibt eine Form von Suizid, die ich akzeptierte. Menschen, die sich töten, um sich zu etablieren. […]
Nimm eine Maus, die denkt, sie sei eine Katze. Wieso ist egal, sie glaubt einfach eine Katze zu sein. Ihre Ansicht zu anderen Mäusen ändert sich. Sie sind ihr Fleisch, nicht mehr. Aber sie unterlässt es sie zu essen, um den Fakt zu verstecken, dass sie eine Katze ist. […] Eines Tages trifft die Maus eine echte Katze. „Ich werde dich essen“, sagt die Katze. „Du kannst nicht, Katzen essen keine anderen Katzen. […] Ich bin selbst eine Katze, egal wie es nach Außen aussehen mag.“, antwortet die Maus. Die Katze lacht […] und beginnt, die Maus zu essen. Die Maus protestiert: „Wieso isst du mich? […] Ich bin eine Katze. Katzen essen keine anderen Katzen.“ Die Katze antwortet: „Beweis es!“ Also springt die Maus in die Wäschewanne, komplett in Seife eingeschmiert und ertränkt sich. Die Katze leckt sie an, aber weil die Seife abscheulich schmeckt, lässt sie den Körper einfach weiter treiben. Wir wissen, wieso die Katze die Maus nicht anrührt: Weil sie nichts ist, was eine Katze essen würde.
Darüber rede ich: Die Maus tötet sich, um sich zu etablieren. Sie schafft es natürlich nicht, dass die Katze sie als Katze anerkennt und sie glaubte auch nicht, das zu schaffen. […] Sie sah, dass es zwei Teile des Mausseins gibt: Der erste Teil ist die Maus in jedem physischen Detail. Der Zweite ist es, Futter für die Katze zu sein. […] Das erste hat sie längst aufgegeben, aber für das zweite gibt es noch Hoffnung. Sie stirbt vor der Katze, ohne gegessen zu werden, und etabliert sich als etwas, das Katzen nicht essen. In diesem Aspekt hat es bewiesen, dass es keine Maus ist. […] Zu beweisen, dass sie eine Katze ist, ist nun denkbar simpel. Wenn etwas, das aussieht wie eine Maus, gar keine Maus ist, dann muss es etwas anderes sein. Und so ist der Suizid ein Erfolg. Die Maus hat sich etabliert. Was meinst du?“
Tōru: „Hat sich die Sicht denn die Sicht, die die Welt zu der Maus hatte geändert? Hat sich herumgesprochen, dass etwas existiert, dass zwar aussieht wie eine Maus, aber keine Maus ist? Sind die Katzen verunsichert? Machen sich die Katzen Gedanken, die Neuigkeit weiterzuverbreiten?“
Furusawa: „Nein, nein, die Katze tat überhaupt nichts. Sie wusch ihr Gesicht und legte sich schlafen. Den Vorfall hat sie schnell vergessen. […] Und in der Schwerfälligkeit ihres Nickerchens wurde die Katze das, was die Maus so verzweifelt werden wollte; etwas anderes als sie selbst. Sie konnte alles werden, durch Untätigkeit, durch Selbstzufriedenheit, durch Unbewusstheit. […]“
Tōru: „Achso, du redest über Autorität.“
Furusawa: „Genau, du bist schnell. […] Eines Tages wirst du es verstehen. Wenn Betrug der Startpunkt ist, kann Autorität nur durch weitere Täuschungen aufrechterhalten werden. Es ist wie eine Keimkultur. Je mehr wir widerstehen, desto stärker wird seine Ausdauer und Verbreitung. Und bevor wir es verstehen, tragen wir selbst die Keime in uns.““

Tōru war enttäuscht. Das anfangs interessante Gespräch hatte sich wieder einmal in eine politische Parabel entwickelt, die die jungen Menschen so gerne zu mögen scheinen. Er vermutet, dass Furusawa angeheuert wurde, um ihn hinsichtlich seiner Weltsicht zu testen. Er beschließt folglich, Furusawa loszuwerden.
Am nächsten Tag spricht Tōru mit Honda über sein Treffen mit Furusawa und äußert Sorgen, um dessen politische Ideale und darum, dass er befürchtet, Furusawa sei in einer politischen Bewegung involviert. Während Tōrus Verrat von den Meisten als ehrlos betrachtet werden würde, mag Honda genau das an seinem Schützling; schließlich sucht er bewusst nach der „Böswilligkeit“ in ihm. Er lässt einen Privatdetektiv beauftragen, Furusawa zu untersuchen und tatsächlich stellt sich heraus, dass dieser in einer extremistischen Studentengruppe aktiv ist. Unter einem „billigen Vorwand“ entlässt Honda Furusawa.

#### Ein „wertvolleres Opfer“
Mit Kinue steht Tōru in regelmäßiger Briefkorrespondenz, in der sie laufende ihre Einsamkeit und Sehnsucht nach Tōru zum Ausdruck bringt. Seine Antwort ist dabei immer dieselbe: Sie müsse geduldig sein, eines Tages könnte er sie zu sich holen. Je länger er sie nicht gesehen hat, desto mehr glaubt er, dass sie in Wahrheit doch wunderschön ist. Er gesteht sich ein, wie sehr er ihre „Verrücktheit“ braucht, um seine eigene „Klarheit“ auszugleichen. Er brauche jemanden, der „die Dinge anders sieht, als er mit seinem klaren, rationalen Kopf.“ Seine Manipulationskünste und Lügen geben Tōru ein neues Gefühl von Zufriedenheit und Macht, sodass er überlegt, auch die anderen Hauslehrer Stück für Stück zu entfernen, um nicht in ihrer Schuld zu stehen, sollte er den Aufnahmetest bestehen. Um aber nicht den Argwohn seines Adoptivvaters zu wecken, entscheidet er sich, es brauche ein „wertvolleres Opfer“ zum Verletzen.

### Kapitel 21–25

#### Verlobung mit Momoko
Im Spätfrühling 1972 – Tōru ist mittlerweile im zweiten Schuljahr der Oberschule seiner Wahl – bekommt Honda einen Brief. Zwei seiner Freunde haben eine Tochter in Tōrus Alter, Momoko, und möchten sie mit ihm verheiraten. Da Honda weiß, dass das Mädchen eventuell mit dem Tod ihres Mannes in nur zwei Jahren rechnen muss, ist er wenig begeistert; außerdem befürchtet er, dass Momoko in Tōru dieselbe Leidenschaft auslösen könnte, wie die, der Kiyoaki vor nunmehr fast 60 Jahren unterlag. Da Momokos Vater Shigehisa aber ein einflussreicher Bankier ist, kann er das Angebot nicht einfach ablehnen. In den nächsten Wochen ist Honda öfter mit Momoko und ihren Eltern zu Abend. Die junge Schönheit bezaubert Honda mit ihrem Charme und ihrer Intelligenz und obwohl ihm bewusst ist, dass ihre Eltern auch nach seinem Geld hinterher sind, beschließt er, Tōru die Fotografien zu zeigen und um seine Meinung zu fragen. Seine Intentionen werden dabei zunehmend fragwürdiger: Er glaubt, in gewisser Weise eine Freude und Bestätigung daraus zu ziehen, wenn sie nach Tōrus Tod nach Hondas Vermögen dürstet und dieser sich in seinem Menschenbild bestätigt fühlen darf.
Eines Nachmittags ruft Honda Tōru in sein Arbeitszimmer und legt das Foto von Momoko offen auf den Platz. Die Reaktion Tōrus ist genau die, die er erwartet hatte: „Wer ist das Mädchen? Sie ist wirklich schön. Kann ich sie kennenlernen?“ Tōru weiß genau, was Hondas Plan ist und denkt sich beim Betrachten der Fotografie: „Das Warten hat sich gelohnt. Hier ist jemand, der es wert ist, verletzt zu werden.“
Die Familie Hamanaka und die Familie Honda treffen sich zum Anfang der Sommerferien auf ein gemeinsames Abendessen. Momoko und Tōru ziehen sich gemeinsam auf ihr Zimmer zurück und sie schenkt ihm eines ihrer fünf Fotoalben; die Nummerierungen und „mädchenhaften Verzierungen“ bestätigen Tōru in ihrer „unerträglichen Durchschnittlichkeit.“ Er öffnet das Album vor ihren Augen und sieht mehrere Bilder von ihr als Säugling. Erschrocken entreißt Momoko ihm das Buch und dreht sich errötet von ihm weg: „Wie peinlich. Die Nummern waren vertauscht. Ich wollte dir nicht dieses Album zeigen.“ Erneut verdreht Tōru die Augen und wundert sich, wieso es jemandem wichtig sein sollte, zu verstecken, dass man einst ein kleines Kind war. Er war sich durch dieses Missgeschick sicher, dass das nächste Album eines von ihr mit 17 Jahren sein wird und natürlich behält er Recht. Er durchblättert das Album und hält den Inhalt für die „langweiligsten möglichen Bilder eines kürzlichen Urlaubs“, eine „lästige Aufzeichnung von Glücklichkeit“, die ihm zeigen soll, wie beliebt Momoko ist. Ein Bild zieht ihn aber an: Momoko grillt an einem Lagerfeuer, nur mit einem knappen Bikini bekleidet. Ihm wird bewusst, dass „pure Bösartigkeit“ schwierig wird, wenn sie mit sexueller Anziehung verbunden ist. Dennoch oder gerade deswegen ist er jedoch gewillt, die Herausforderung anzunehmen.

#### Urlaub in Shimoda

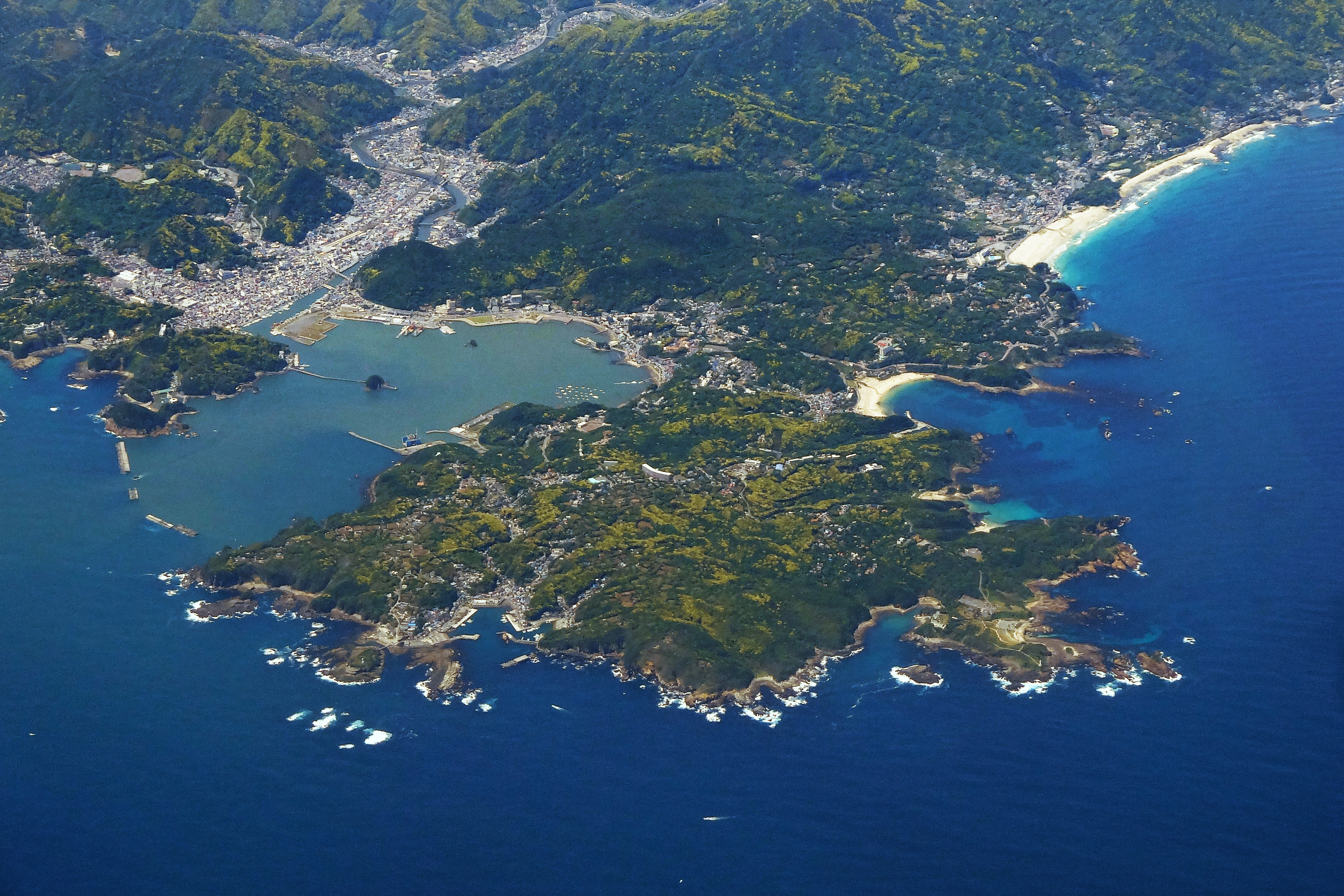
Die Hondas und die Hamanakas machen gemeinsam Urlaub in Shimoda.

Die beiden Familien machen Urlaub in Shimoda, während Keiko ihre Verwandten in Genf, Schweiz besucht. Honda wird seinen Gästen gegenüber zynischer: Taeko spricht über nichts anderes außer ihrer Familie und Shigehisa findet sich selbst zu lustig, wenn er seine traditionell gesinnte Frau mit seinen Tiraden über die Sexuelle Revolution ärgert. Honda wundert sich selbst, weshalb er nicht toleranter sein kann; schließlich wird es mit dem Alter zunehmend schwieriger, neue Bekanntschaften zu schließen und er müsse doch glücklich darüber sein, wenn Menschen mit ihm Kontakt halten wollen. Dennoch ist Geringschätzung die erste Emotion, die ihm in den Kopf kommt. Tōru und Momoko klettern auf den großen Baum im Garten und als Momoko wieder herunterspringen möchte, verfängt sich ihr langes Haar in einer Zweigkonstellation; Tōru springt ihr hinterher und entknotet ihr Haar. Die Reaktionen auf die Szene sind komplette Gegensätze: Taeko lächelt und sagt gerührt: „Schau Mal, sie sind so verliebt.“ Doch Honda nimmt es anders wahr: Er merkt, wie lange Tōru braucht, um Momokos Haar zu entknoten, und jedes Mal, wenn er es „aus Versehen“ fester schnürt, schreit Momoko vor Schmerzen. Er entdeckt Tōrus geheime Feindseligkeit gegenüber seiner Verlobten. Taeko hingegen fängt an zu Weinen und wiederholt ein weiteres Mal: „Sie sind so verliebt.“

#### Eifersucht

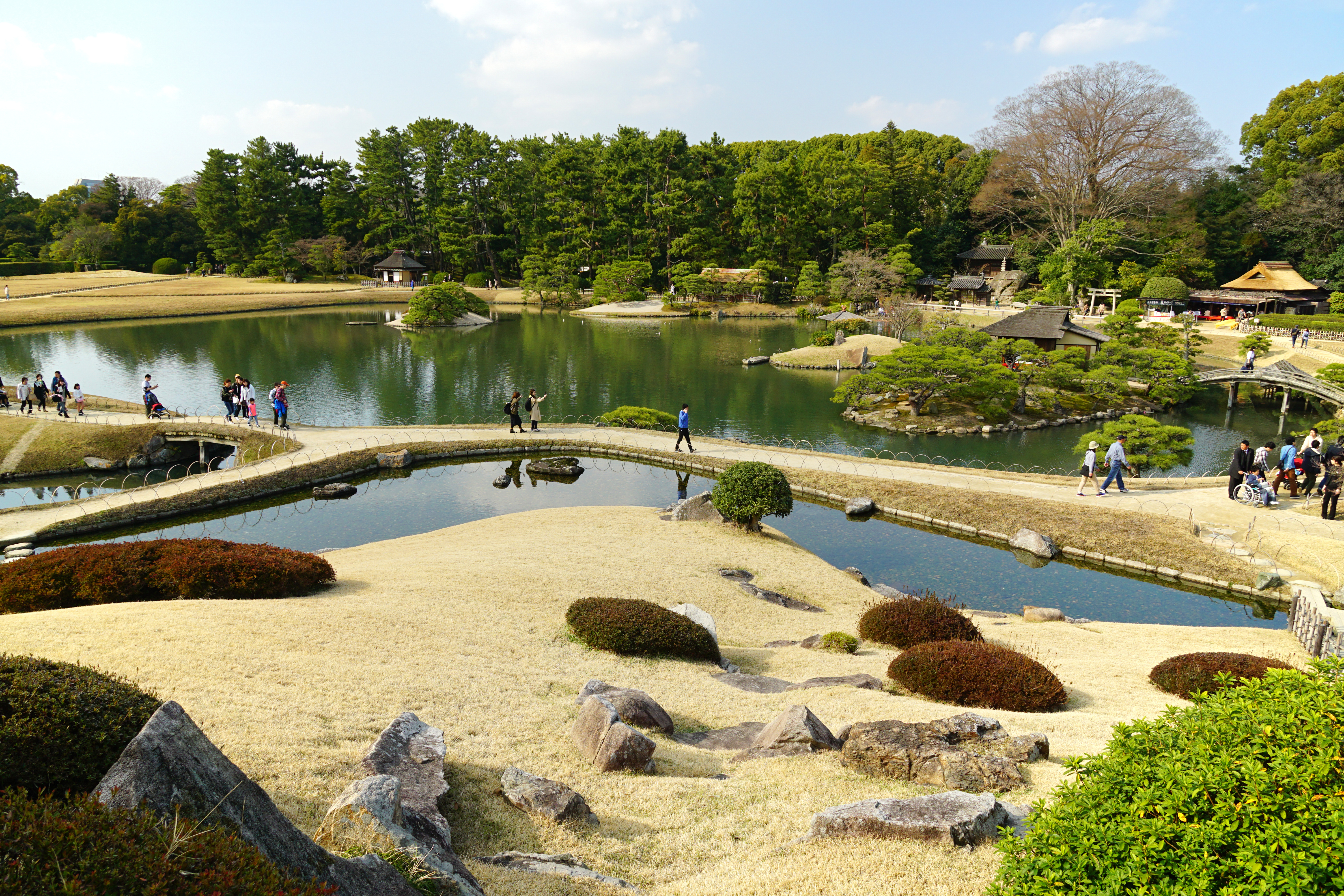
Das einjährige Jubiläum feiert das Paar im schönen Kōraku-en.

Das 24. Kapitel, welches mit 24 Seiten das längste des Buches ist, besteht aus mehreren, langen Tagebucheinträgen Tōrus. Sie bieten einen tiefgehenden Einblick in die Psyche des jungen Unruhestifters und erklären den weiteren Verlauf der Beziehung mit Momoko:
Tōru beginnt zu verstehen, dass „das pure Böse“ in ihm gedeiht. Als er eines Tages über Momoko nachdenkt, sieht er in ihr die Verkörperung vollkommener Schönheit und genau diese Schönheit möchte er zerstören. Er gesteht, Menschen nicht verstehen zu können. Momoko schenkte ihm in Shimoda ein Stück einer weißen Koralle, in das sie „Von Momoko für Tōru“ eingravierte. Er versteht nicht, wie sie Opfer solch „kindischer, wertloser Gesten“ werden kann. Auch den Hamanakas gegenüber ist er skeptisch: Ihnen sei wohl mehr als bewusst, dass Momoko und er sich kaum kennen und trotzdem heiraten sollen; jedwede Anziehung basiert auf oberflächlicher Attraktion. Legen sie also die Hoffnung völlig auf die optische Schönheit ihrer Tochter, die vergänglich ist? Er beschließt, dass das Zufügen physischer Schmerzen nicht ausreiche, um an die Wurzel von Momokos Schönheit zu kommen; es braucht eine Erschütterung ihres spirituellen Daseins. Wieder zweifelt Tōru sein Menschsein an; er wurde „ohne eine Schwäche“ in eine Welt voller schwacher Menschen geboren; er ist ein „perfektes Negativ“, das von den „unvollkommenen Positiven“ in eines Ihrer umgewandelt werden soll. Deswegen, so schließt er, haben Menschen, einschließlich den Hamanakas und Honda, so viel Angst vor ihm; sie wollen ihn abhängig machen, klein kriegen, um ihn von seinem höheren Daseins auf ihr Dasein herunterzubringen.
Die zurückhaltende Beziehung zwischen Tōru und Momoko entwickelt sich und er nutzt jeden gegebenen Moment, um sie zu analysieren. Sie feiern ihr einjähriges Jubiläum im Kōraku-en und Tōru beginnt, sie mit anstößigen Kommentaren zu provozieren, um ihre Reaktionen „am Äußersten“ beobachten zu können. Er merkt, wie glücklich er sich fühlt, wenn sie sich unwohl fühlt, gleichzeitig ist er genervt, wenn sie voller Freude von ihren banalen Alltagstätigkeiten erzählt. Während sie im Rosengarten spazieren, fühlt Tōru abermals völlige Entfremdung von seiner Umwelt; die Faszination und Liebe für die Natur, die andere Menschen frönen, bestätigt ihn in seiner Andersartigkeit. Für ihn war die Natur nichts anderes als ein „Feind.“ Tōru bemerkt, dass Momoko ihm paradoxerweise immer mehr Aufmerksamkeit zeigt, je mehr er sich von ihr distanziert. Dadurch kommt ihm eine Idee, um sie spirituell zu brechen: er besorgt sich eine zweite Freundin. In einem Einkaufszentrum lernt er eine 25-jährige Frau kennen, die sich „Nagisa“ nennt. Tōru kann sie nicht ausstehen: Ihre Antwort auf jede seiner Geschichten ist ein geheucheltes „Wow, wirklich?“ und indem sie ihren Namen verschleiert, wolle sie einen „mystischen Eindruck“ hinterlassen. Dennoch hält Tōru sie für die perfekte Partnerin seines Plots und lässt sich ihre Telefonnummer geben; sie betont ihm gegenüber, dass sie alleine lebt und es „keinen Grund gibt, schüchtern zu sein.“ Er beginnt mit ihr eine sexuelle Beziehung, zieht aber selbst keine Lust daraus.
Nagisa schenkt ihm ein Medaillon, in das ihr Monogramm eingraviert ist. Tōru nimmt es nicht in die Schule mit oder trägt es gar zu Hause; dafür legt er es sich jedes Mal um, wenn er Momoko trifft. Bewusst zieht er, trotz der Kälte, nur noch offene Shirts mit V-Ausschnitt an, die einen guten Blick auf die Kette garantieren, aber Momoko scheint sie nicht wahrzunehmen. In seiner Verzweiflung lädt er sie zum Schwimmen im Nakano Sportzentrum ein; sie freut sich besonders über das Treffen, da es sie an die gemeinsame Zeit in Shimoda erinnert. Als sie sich an Tōrus nackten Oberkörper anlehnt, sieht sie das Medaillon und fragt, wofür das „N“ steht. Obwohl er sie mehrfach in eine bestimmte Richtung lenken möchte, schlussfolgert Momoko, das „N“ stehe für „Nippon“ (japanische Aussprache von Japan) und wurde ihm von einer Schiffsfirma aus dem Norden geschenkt. Tōru wundert sich, ob sie tatsächlich daran glaubte oder sich nur selbst beruhigen wollte.
Tōru ändert seinen Plan und möchte Nagisa direkt einbeziehen. Er merkt an ihrer penetranten Nachfrage, ob er mit seiner Verlobten schon geschlafen hat, dass sie sich wie eine Art „Lehrerin“ sieht, die ihm „Schüler“ Grundlegendes über Sex und Intimität beibringt; dies möchte er zu seinem Vorteil nutzen. Tōru trifft sich wieder mit Nagisa und bietet ihr an, Momoko aus der Ferne beobachten zu können, wenn sie verspricht so tun, als kenne sie ihn nicht – innerlich weiß er, dass Nagisa keine Person ist, die ihr Wort hält. Beim Frühstücken im Renoir freut sich Momoko über den überraschenden Enthusiasmus in Tōrus Stimme; er glaubt, sie lobe sich selbst innerlich dafür, die Beziehung stabilisiert zu haben, obwohl sie keinen Anlasspunkt hat, dies zu tun. Nagisa sitzt währenddessen hinter dem Springbrunnen und lauscht dem Paar. Sein Plan scheint erneut schiefzugehen; entgegen seiner Einschätzung kommt Nagisa kein einziges Mal während des zweistündigen Gesprächs zu ihnen. Gelangweilt beißt Tōru auf dem Medaillon rum und bringt Momoko damit zum Lachen. Plötzlich sieht er lange, rot lackierte Fingernägel seinen Arm umfassen: es ist eine sichtlich verärgerte Nagisa, die seinen Kopf zurückreißt und ihn ermahnt „Du isst ganz bestimmt nicht meine Medaille! Tut mir leid, euch beide gestört zu haben.“ Momoko erbleicht.

#### Auflösung der Verlobung

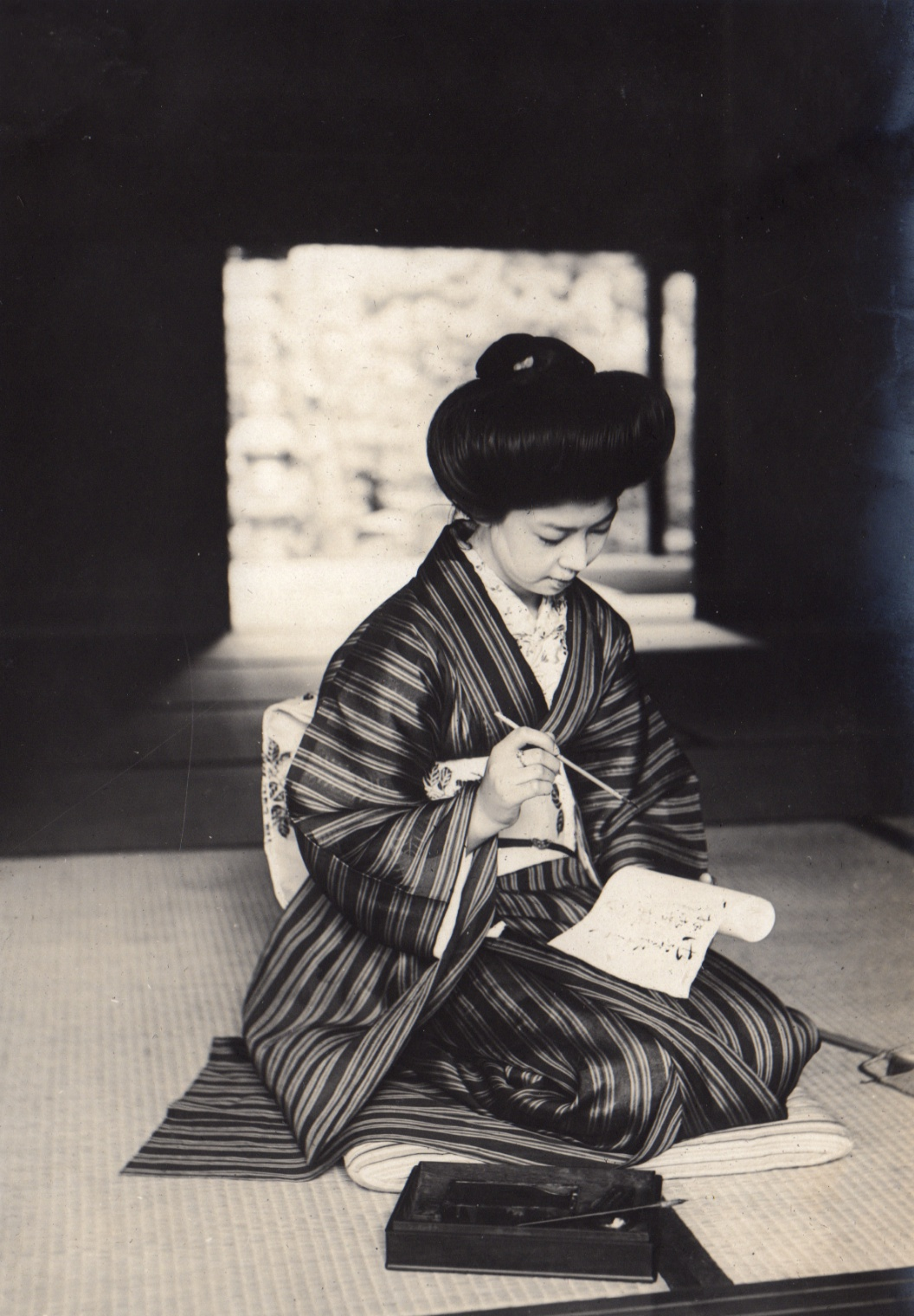
Mit einem perfiden Trick lässt Tōru Momoko den Brief schreiben, durch den die Verlobung später aufgelöst werden sollte.

Momokos Leiden hat damit begonnen und für Tōru näherten sich nun das perfekte, gewöhnliche Mädchen und der große Philosoph einander an: Für beide wird aus der kleinsten Trivialität eine Vision, in der die Welt zerstört wird. Momoko verlangt von Tōru, Nagisa zu verlassen. Natürlich spielt er mit und betrauert Nagisa und ihren großen Einfluss, durch den sie ihn bei sich hält. Er würde sie gerne verlassen, könne es aber nicht alleine; Momoko muss ihm helfen. Momoko pflichtet ihm bei, verlangt aber, dass er vor ihren Augen das Medaillon entsorgt; da es ihm ohnehin nichts bedeutet, geht er mit ihr zum Abwasserkanal am Bahnhof Suidōbashi und wirft es hinein. Die nächsten Tage sind für Momoko der „Himmel auf Erden.“ Tōru sagt ihr immer wieder – wie oft „weiß er gar nicht mehr“ – dass er sie liebt und beide laufen Händchen haltend durch die Bowlinghalle am Meiji-Garten. Für Tōru ist Momoko ähnlich verwirrt wie Kinue: Kinue in ihrem Glauben, sie sei schön und Momoko in ihrem Glauben, sie sei geliebt. Momoko brauche für ihren Irrglauben aber äußere Hilfe, während Kinue ihn ganz allein begründen kann. Tōru diktiert Momoko einen Brief, in dem sie sich als „geldhungrige Verlobte“ darstellen soll und Momoko empfindet große Freude an diesem „Rollenspiel“:

„Liebe Nagisa,
Ich werde dir ein Angebot machen, also bitte lies diesen Brief bis zum Ende. Die Wahrheit ist, ich möchte, dass du aufhörst Tōru zu sehen.

Ich werde dir die Gründe dafür so ehrlich wie es mir möglich ist aufbereiten. Tōru und Ich scheinen nach außen als verliebtes, verlobtes Paar, aber wir lieben uns nicht. Ich glaube, wir sind gute Freunde, aber meine Gefühle sind nicht romantisch. Was ich wirklich möchte, ist Wohlstand und Freiheit, indem ich einen intelligenten Ehemann ohne schwierige Familiensituation heirate. In der Hinsicht folge ich dem Wunsch meines Vaters. Tōrus Vater lebt nicht mehr lange und wenn er stirbt, erbt Tōru sein gesamtes Vermögen. Mein Vater hat diesbezüglich seine eigenen Interessen. Es gab Schwierigkeiten mit seiner Bank, über die wir nicht reden, und dadurch befinden wir uns in einer finanziellen Misslage, die nur mit der Hilfe von Tōrus Vater gelöst werden kann. Ich liebe meine Eltern wirklich sehr und wenn Tōru sich umentscheiden sollte, wäre das das Ende aller meiner Pläne und Hoffnungen. Also um es auf den Punkt zu bringen: Die Ehe ist aus monetären Gründen wirklich wichtig für mich. Ich habe schon in meinem jungen Alter verstanden, dass es nichts Wichtigeres auf dieser Welt gibt als Geld. Ich halte das auch nicht für unmoralisch. Was für dich ein kleiner Flirt ist, ist für meine Familie von höchster Wichtigkeit. Ich sage nicht, dass du Tōru aufgeben sollst, weil ich ihn liebe. Ich spreche zu dir als wesentlich reiferes und kalkulierenderes Mädchen als du glauben magst.

Ich bitte dich auch, Tōru nicht weiter im Geheimen zu treffen. Das Geheimnis wird eines Tages ans Licht kommen und Tōru wird mich als Frau sehen, die alles über sich ergehen lässt, solange sie Geld bekommt. Es ist gerade des Geldes wegen, dass ich über Tōru wachen und meinen Stolz bewahren muss.

Du darfst diesen Brief auf keinen Fall Tōru zeigen! Es hat all meine Courage gebraucht, ihn überhaupt zu schreiben. Wenn du eine böse Frau bist, dann zeig ihm den Brief und nutze ihn als Waffe, um ihn mir wegzunehmen; aber du wirst den Rest deines Lebens im Wissen leben müssen, einer Frau nicht bloß Liebe, sondern ihre gesamte Existenz genommen zu haben. Wir müssen über dieses Problem mit klarem Verstand verhandeln, schließlich sind wir beide in unsere Beziehung mit ihm nicht emotional involviert. Ich fühle mich durchaus in der Lage, dich zu töten, wenn du ihm diesen Brief zeigt; und ich bezweifle, dass es ein schneller Tod wird.
Mit freundlichen Grüßen,
Momoko“

Momoko ist noch immer freudig erregt, durch das spannende Spiel: „Das Ende ist wirklich gut.“ Sie stempelt den Brief und bringt ihn noch am selben Tag zur Post. Am nächsten Mittag besucht Tōru Nagisa in ihrem Apartment, stiehlt ihr den Brief aus ihrem Briefkasten und legt ihn Honda vor. Die Hochzeit ist abgesagt.

#### Enttarnung der Fassade

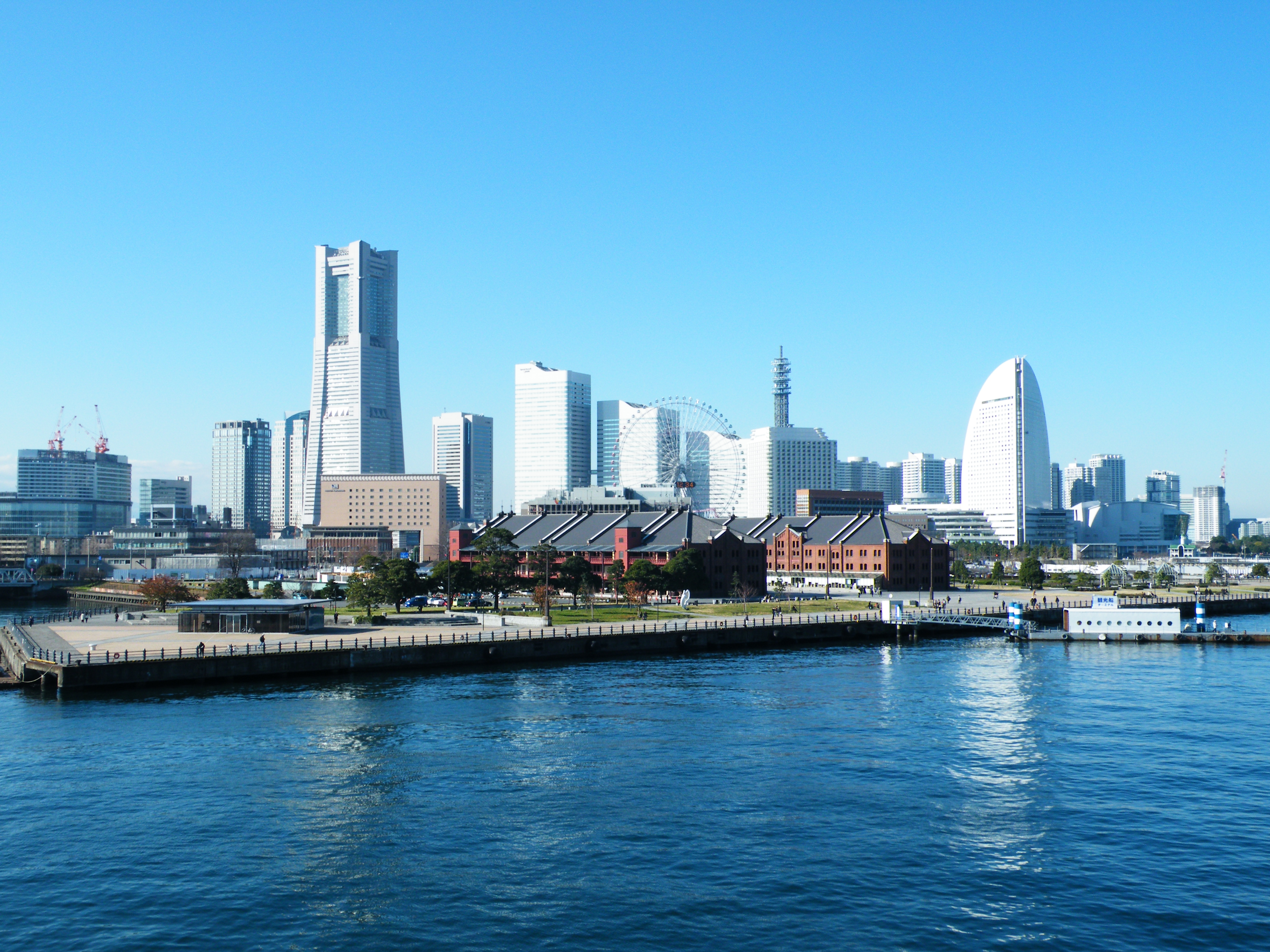
Am Hafen von Yokohama enttarnt Honda Tōrus perfides Spiel.

Einige Monate später, im Oktober 1973, überredet Honda den nörgelnden Tōru zu einem Wochenendausflug in Yokohama, um sich dort die Schiffe anzusehen. Tōru ist mittlerweile so in seine Vorbereitungen auf die Universität vertieft, dass Honda es für nötig hält, ihn vor Überarbeitung zu bewahren. Bald bricht schon das dritte Jahr nach der Adoption an, folglich möchte Honda den Anlass gebührend feiern. Ihre Pläne in Yokohamas Chinatown Essen zu gehen, müssen sie wegen des starken Regens und der deshalb nicht fahrenden öffentlichen Verkehrsmittel absagen; Honda verspricht Tōru deshalb, ihm am Anfang seiner Universitätszeit ein Auto zu kaufen. Spontan überlegen sie sich, einfach am großen Hafen Platz zu nehmen.
Honda lenkt das Gespräch zu der Auflösung der Verlobung und obwohl Tōru ihn mit den Worten „Es ist mir wirklich egal“ wieder davon abbringen will, kommt er auf den Brief zu sprechen. Tōru erschrickt, als Honda die „Stupidität“ des Briefes anspricht und ihn geradeheraus fragt, ob Tōru sie dazu gebracht hat, ihn zu schreiben. Er fragt ihn zurück, was er täte, wenn er Momoko tatsächlich manipuliert hätte, doch Honda scheint gar nicht enttäuscht: „Gar nichts. Ich spreche es nur an, weil ich erkenne, dass du eine bestimmte Weise hast durch das Leben zu kommen. Wir müssen es beim Namen nennen: eine dunkle Weise, ohne etwas Liebevolles. Vielleicht willst du nicht, dass man über dich liebevoll denkt, aber während der Beziehung warst du überaus liebevoll.“ Tōru fühlt sich in seiner Selbstachtung angriffen und denkt zum ersten Mal bildlich daran, seinen Adoptivvater zu ermorden: Er müsse Honda nur einen starken Stoß in die See geben und diese würde ihn wegschwemmen, ohne Aufmerksamkeit zu erzeugen. Doch er entscheidet sich dagegen: Zu leben sei ein düstereres Schicksal als zu sterben.
Schweigsam laufen beide an einem besetzten Mannschaftsschiff vorbei, ehe Tōru gewaltsam etwas aus seiner Tasche holt und in die See wirft. Die Erkenntnis, für Honda so durchschaubar zu sein, füllt Tōru mit einer Wut, deren Ausmaß er noch nie zuvor gespürt hat. Honda erkennt beim Wurf das Wort „Notizen“ und fragt nach: „Was tust du da?“, „Ich entsorge nur Notizen, die ich nicht brauche. Schmierereien.“, „Du musst ein Bußgeld zahlen, wenn sie dich erwischen.“ Es ist jedoch außer den angetrunkenen Seemännern niemand in der Nähe. Das lederne Buch versinkt langsam im Wasser und wird später durch ein einfahrendes Sowjetschiff komplett überdeckt.

### Kapitel 26–30

#### Eskalation und September-Vorfall

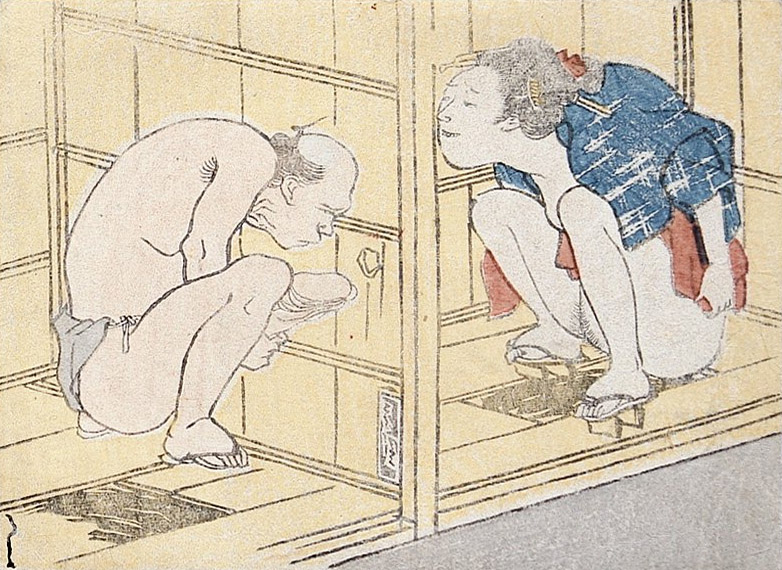
In den Meiji-Gärten geht Honda seinen voyeuristischen Neigungen nach und wird erwischt. Der Vorfall kostet ihn seine Reputation und sein Anwesen.

Im Frühling 1974, Tōru ist mittlerweile Student, beschließt er alle Vortäuschungen aufzulösen. Honda merkt, dass Tōru ihn mittlerweile als Widersacher sieht und ihn psychisch wie physisch misshandelt. Nachdem Tōru ihm mit einem Schürhaken die Stirn aufspaltet, beschließt Honda, keine Gegenwehr mehr zu zeigen. Im Krankenhaus erzählt er den Ärzten, er sei von der Treppe gestürzt. Umso mehr achtet Honda nun darauf, Tōru jeden seiner Wünsche zu erfüllen, um in keine weiteren Konflikte zu geraten. Da Honda aus Angst, man könne ihn um sein Geld betrügen, den Kontakt zu allen Verwandten gekappt hat, wird er von niemandem mental unterstützt. Die, die sowieso von vornhinein gegen die Adoption waren, fühlen sich nur bestätigt. Für Kinue hat er ein Häuschen im Garten bauen lassen, unter dem Vorwand, sie würde sich sonst „umbringen“. Die weiblichen Bediensteten des Hauses belästigt er sexuell und ein Dienstmädchen, Tsuné, muss ins Krankenhaus, als Tōru seine Zigarette auf ihrer Handfläche ausdrückt und ihr dadurch Brandwunden zufügt. Im täglichen Wechsel müssen die Dienstmädchen mit ihm schlafen, anderenfalls würde er sie feuern. Honda begrüßt er nur noch mit den Worten „Verdammt, der alte Mann lebt immer noch“ oder „Verschwinde, alte Menschen riechen.“; wenn er nicht schnell genug reagiert, bedroht er ihn mit dem Schürhaken. Zur Universität fährt er nur noch mit dem Auto, obwohl sie nur einen fünfminütigen Marsch entfernt ist. Mehr denn je sieht er die Natur als seinen „Feind.“ Trotz allem wehrt sich Honda nicht und erduldet die täglichen Misshandlungen. Er ermutigt sich selbst, dass er die Situation nur noch weitere sechs Monate ertragen muss, wenn Tōru tatsächlich die Reinkarnation Kiyoakis sein sollte. Sollte Tōru hingegen nicht sterben, dann bestätigt sich seine Vermutung, dass das Schicksal ihn als gedemütigten Mann sterben sehen will.
Fremden gegenüber verfolgt Tōru das Ziel, Honda als einen senilen alten Mann darzustellen und gleichzeitig gegen Keiko zu hetzen: „Wer hat dir denn eine so blöde Geschichte erzählt? Bestimmt Frau Hisamatsu. Sie ist ein nette Person, aber sie glaubt alles, was Vater ihr erzählt. Er hat Wahnvorstellungen. Ich glaube, das passiert, wenn man sich so viele Jahre nur um sein Vermögen sorgt. […] Ich kann mich nicht einmal verteidigen, wenn ich etwas gegen ihn sage, erzählt er rum, ich sei schlecht zu ihm. Erinnerst du dich, als er gestolpert ist und seinen Kopf am Pflaumenbaum aufgeschlagen hat? Frau Hisamatsu hat er erzählt, ich habe ihn mit einem Schürhaken geschlagen und sie hat es echt geglaubt.“ Am Abend des 3. Septembers 1974 spaziert Honda Mitten in der Nacht zum ersten Mal seit zwanzig Jahren alleine in den Meiji-Gärten. Dort angekommen, versteckt er sich hinter einem Gebüsch und beobachtet zwei ältere Menschen, die – sich allein wähnend – im Rasen Sex haben; er beginnt zu dem Anblick zu masturbieren. Plötzlich zieht der Mann ein Messer aus seiner Tasche und sticht der Frau in den Oberschenkel. Durch ihre lauten Schreie eilen alsbald mehrere Polizisten an den Tatort und nehmen den in Schockstarre hinter dem Busch stehenden Honda fest. Drei Stunden später wird Honda aus der Polizeistation entlassen: Die Frau weiß zwar, dass ihr Sexualpartner auch in etwa in seinem Alter war, aber wesentlich jünger aussah. Honda schließt sie also aus. Nachdem Honda den Polizisten ausführlich von seinem voyeuristischen Hobby erzählt, darf er die Polizeistation verlassen. Am nächsten Morgen betritt Tōru mit einem breiten Grinsen Hondas Zimmer und legt ihm eine lokale Zeitschrift aufs Bett: „Die Probleme des ehrenwerten Voyeur-Richters, fälschlicherweise der Messerstecherei beschuldigt.“ Als er das Haus verlässt sieht er mehrere seiner Visitenkarten in seinem Garten liegen, bei denen zwischen „Shigekuni Honda. Rechtsanwalt“ die Zeile „80-jähriger Spanner“ dazwischengeschrieben wurde.
Nach dem September-Vorfall verläuft alles schnell und routiniert. Tōru beauftragt einen Rechtsanwalt damit, Honda aufgrund von krankhafter Störung der Geistestätigkeit für geschäftsunfähig zu erklären. Dass Honda seit dem Vorfall paranoid wurde und nicht mehr das Haus verlässt, hilft seinem Vorhaben dabei ungemein. Der Anwalt konsultiert einen Psychologen damit, ein Psychologisches Gutachten zu erstellen. In erster Instanz wird dem Antrag stattgegeben und Honda verliert die Verfügungsbefugnis über sein Vermögen und sein Grundstück, aufgrund einer imminenten Gefahr, jenes zu gefährden. Tōru könnte das Geld nicht unwichtiger sein; wichtiger ist ihm seine neu gewonnene Macht.

#### Weihnachtsessen bei Keiko

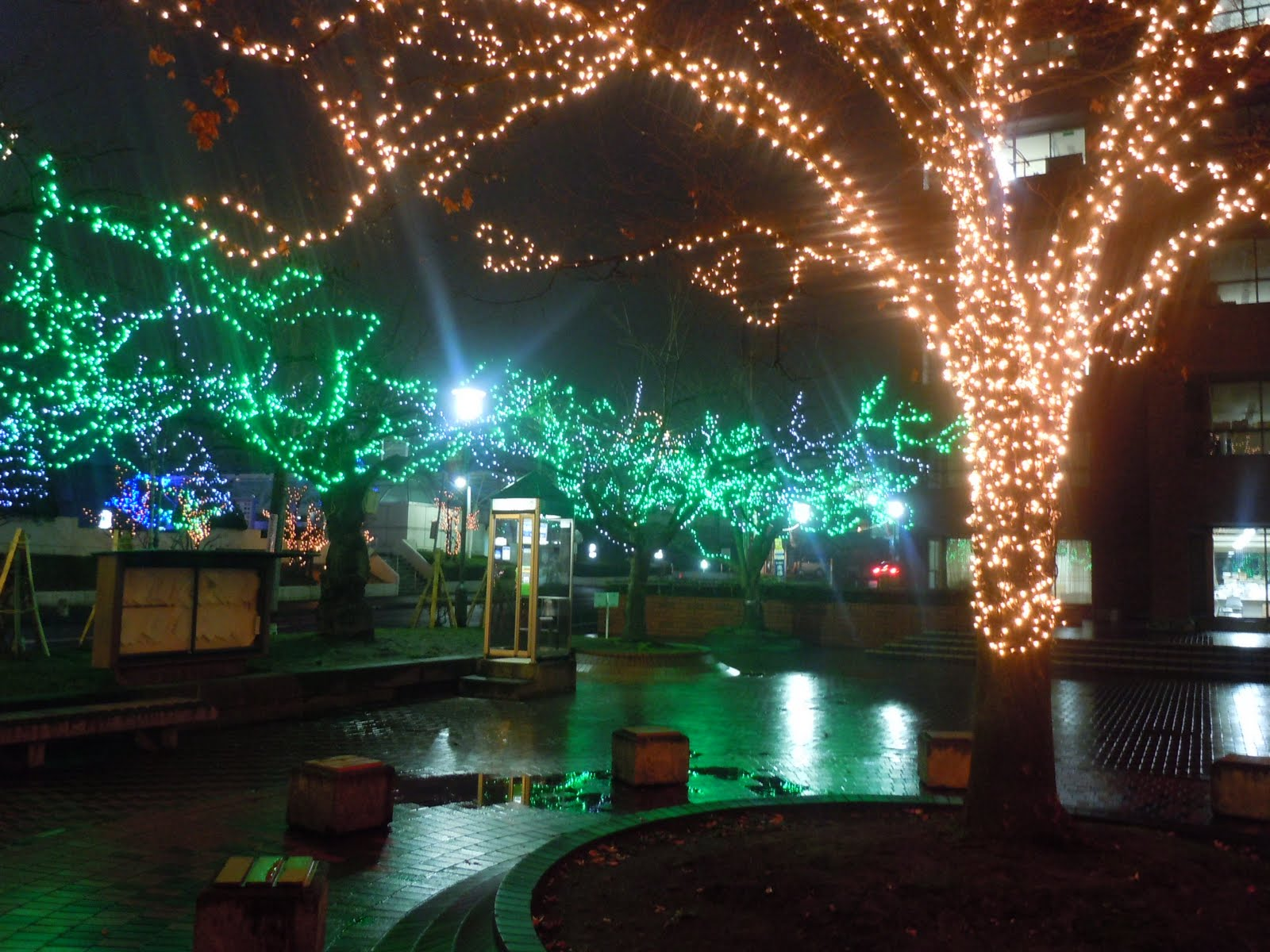
Zur japanischen Weihnacht organisiert Keiko ein Weihnachtsessen für Tōru. Dort verrät sie ihm die wahren Gründe für die Adoption.

Im späten November bekommt Tōru einen Brief von Keiko, in dem diese ihn zu ihrer Weihnachtsfeier einlädt:

„Lieber Tōru,
Tut mir leid, dass ich mich so selten gemeldet habe.

Jeder scheint Vorbereitungen für Heiligabend zu treffen und deshalb habe ich beschlossen, eine vorzeitige Weihnachtsfeier am 20. zu veranstalten. Bis jetzt habe ich immer nur deinen Vater eingeladen, aber dieses Mal möchte ich ihm ein wenig Ruhe geben und dich stattdessen einladen. Ich glaube, wir sollten das Ganze vor ihm geheim halten. Deswegen ist der Brief auch an dich adressiert.

Mit der Gefahr, dass ich mich zu sehr selbst entblöße, muss ich dir etwas gestehen: Die Wahrheit ist, seit dem Vorfall im September hatte ich Schwierigkeiten, deinen Vater einzuladen, aus Rücksicht auf die anderen Gäste. Ich weiß, dass du mich für eine schlechte Freundin hältst, aber in unserer Welt ist es ein Todesstoß, wenn Privates an die Öffentlichkeit gerät. Ich muss sehr vorsichtig sein.

In Wahrheit möchte ich dich einladen, um über dich den Kontakt zu Honda zu halten. Mir wäre es deshalb eine Ehre, wenn du die Einladung annehmen solltest.

Und bitte tu mir den Gefallen und komm alleine. Unter den anderen Gästen befinden sich verschiedene Botschafter mitsamt ihrer Familie, Außenminister Aichi mit seiner Frau, der Präsident der Nippon Keidanren mit seiner Ehefrau und viele hübsche, junge Damen. Es ist ein sehr formelles Treffen. Bitte geb mir Bescheid, ob du kommen möchtest.
Liebe Grüße,
Keiko Hisamatsu.“

Tōru grübelt über Keikos Intention. Er glaubt, indem er ihren hochklassigen Gästen Tōru vorstellt, wolle sie ihn als „Sohn des Spanners“ blamieren. Seine Kampfeslust ist geweckt. Er lässt sich für den Abend einen Smoking maßschneidern und um sieben Uhr Abends steht er vor Keikos Tür. Zu seiner Überraschung ist er der einzige Gast; auf seine Frage, ob er zu früh da ist oder die anderen Gäste zu spät, gesteht Keiko: „Die Anderen? Du bist mein einziger Gast heute. […] Ich habe dich eingeladen, um mit dir einmal unter vier Augen sprechen zu können.“
Der Butler richtet das Brathähnchen an und Keiko gesteht Tōru die wahren Gründe für die Adoption durch Honda: „Es ist ganz einfach. [Die Adoption] wurde durchgeführt, weil du drei Muttermale an der linken Rückenseite hast. […] Wer ist so töricht und glaubt, er würde von einem kompletten Fremden nach nur einem kurzen Treffen adoptiert werden, weil er nett war? […] Hätte [Honda] dich zurückgelassen, wärst du deinem Schicksal überlassen worden, wärst du mir zwanzig gestorben. Er wollte dich retten, indem er dich adoptiert, indem er deinen Gotteswahn niederschlägt und dich durch Regeln und Glück zu einem normalen, jungen Mann macht.“ Zum ersten Mal in seinem Leben hat Tōru Angst vor Keiko; er überlegt, ihren Kopf in das Feuer zu stecken, aber fürchtet, sie würde genau das von ihm wollen. Verunsichert fragt er, wieso er mit zwanzig Jahren sterben sollte und sie erzählt ihm die Geschichte der Reinkarnationen. Der Beweis dafür liege in Kiyoakis Traumtagebuch, das sich komplett bewahrheitet hat.
Keiko erzählt ihm davon, dass Honda bis heute nie das genaue Todesdatum von Ying Chan herausfinden konnte. Folglich entscheidet sich in sechs Monaten, ob er die echte Reinkarnation Kiyoakis ist. Überlebt er, ist er „nicht mehr als ein Schwindel.“ Keiko ist selbst fest überzeugt, dass Tōru nicht sterben wird; er sei entgegen seiner festen Überzeugung „nichts Besonderes“:

„Wir werden in sechs Monaten herausfinden, dass du ein Schwindel bist. Wir werden herausfinden, dass du nicht die Wiedergeburt der wunderschönen Quelle bist, nach der Honda sich sehnte. Ich bezweifle, dass dein Schicksal in sechs Monaten besiegelt ist. Es gibt nichts Unvermeidliches in dir, nicht eine Sache, die eine Person missen würde. Nichts in dir würde einer Person das Gefühl geben, dass durch deinen Tod ein Schatten die Welt befallen hat.

Du bist ein fieser, listiger Landsjunge, von denen es jede Menge gibt. Du willst das Geld von deinem Vater, indem du ihn für geschäftsunfähig erklärst. […] Und wenn du das Geld und die Macht hast, was tust du dann? Wonach strebst du dann? Erfolg? Deine Gedanken reichen nicht weiter als die eines jeden durchschnittlichen Jungen.

Es gibt nichts nur einigermaßen Besonderes an dir. Ich garantiere dir ein langes Leben. Du wurdest nicht von den Göttern auserkoren. […] Alles, was du hast, ist eine gewisse vorzeitige Senilität. Dein Leben ist für Couponcodesausschneiden gemacht. Nicht mehr.“

Tōrus Selbstwertgefühl ist erschüttert und Keiko legt weiter nach. Sein gesamtes Leben, alles, wodurch er sich und seine Existenz rechtfertigt, sein Selbstbild sei nichts weiter als eine Illusion, die er sich gemacht hat, um sich abzuheben:

„Deine Art von Bösartigkeit ist eine legale Art von Bösartigkeit. Entsprungen aus einer Illusion, basierend auf abstrakten Konzepten. Du strebst danach, der Meister über das Schicksal zu sein, aber hast keine Qualifikation. Du glaubst, das Ende der Welt gesehen zu haben, aber wurdest noch nie vom Jenseits gerufen. […] Du bist nicht Kiyoaki, nicht Isao, nicht Ying Chan. Die Natur interessiert sich nicht für dich, sie hat keinerlei Feindseligkeit dir gegenüber. Die Person, nach der Honda sucht, ist eine, die die Natur eifersüchtig macht; die deshalb des frühen Todes stirbt. […]

Was dich aus deiner kleinen Welt hinter dem Teleskop gerissen hat, war dein Gedanke, anders zu sein.

Kyiaoki Matsugae war gefangen von hoffnungsloser Liebe, Isao Iinuma von seiner Bestimmung, Ying Chan vom Fleisch. Und du? Von einem unbegründeten Gefühl, du seist anders, vielleicht.

Du hattest kein Schicksal. Der schöne Tod war nicht für dich bestimmt. Du warst nie wie die anderen drei.“

Tōru fühlt eine erdrückende Leere in sich, sieht den Schürhaken und fantasiert, wie er Keiko jetzt auf der Stelle totschlägt. Doch er tut es nicht. Die Wut in ihm scheint die erste Leidenschaft zu sein, die er je verspürt hatte.

#### Suizidversuch

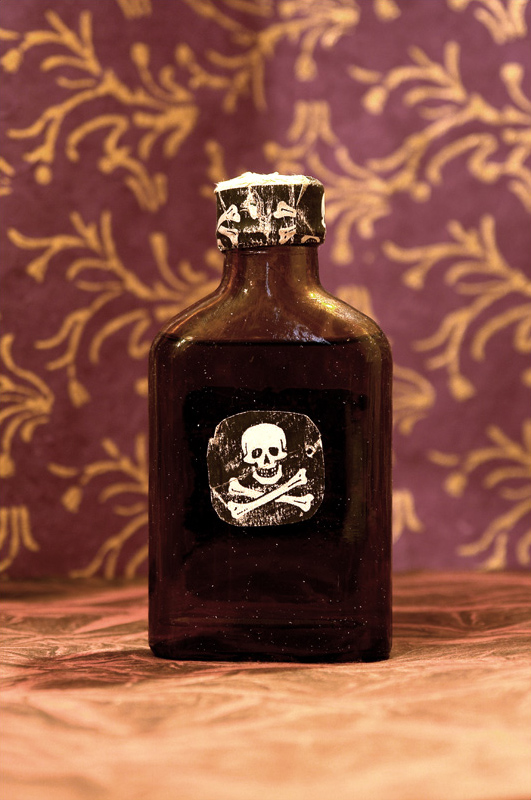
Durch das Trinken von Methanol versucht Tōru sich das Leben zu nehmen.

Am 21. Dezember 1974, einen Tag nach dem Weihnachtsessen, stürmt Tōru in das Arbeitszimmer von Honda und verlangt das Traumtagebuch von Kiyoaki. Über die nächste Woche verlässt Tōru kaum noch das Zimmer und auch Honda besucht ihn nicht, ehe er am 28. Dezember durch das Schreien eines Dienstmädchens alarmiert wird: Tōru hat versucht, sich durch Methanol zu vergiften und zu töten. Honda ruft einen Krankenwagen und sieht die verschiedenen Passanten vor seinem Haus, die es nicht abwarten können, „einen weiteren Skandal aus dem Haus“ zu erleben. Tōru verfiel in ein Koma und hatte starke Krämpfe, sein Leben war aber nicht in Gefahr – dafür wurde er auf beiden Augen blind. Honda besucht ihn am Krankenbett und fragt ihn, was mit dem Traumtagebuch passiert ist; dieser antwortet: „Ich habe es verbrannt, bevor ich das Gift getrunken hab. […] Weil ich nie träume.“
Honda spricht mit Keiko über den Suizidversuch und wundert sich, als diese felsenfest behauptet, Tōru wolle sich umbringen, um zu zeigen, dass er ein Genie sei. Auf Nachfrage beichtet sie ihm, Tōru von den Reinkarnationen erzählt zu haben. Obwohl sie beteuert, dass dies alles im Namen ihrer Freundschaft passiert ist, beendet er nach über zwanzig Jahren die Freundschaft.
Tōru hat allmählich alle Motivation verloren, sein Studium abgebrochen und verbringt seine Tage bei Kinue, nunmehr nicht nur hässlich, sondern auch fett geworden, in ihrer neuen Cottage. Während Hondas Geschäftsunfähigkeit in der Berufungsinstanz zurückgenommen wurde, ist es nun Tōru, der einen Vormund braucht. Am 20. März 1975 ist Tōrus 21. Geburtstag und er ist weiter kerngesund. Honda ist sich nun sicher, dass es sich bei Tōru nicht um die dritte Reinkarnation Kiyoakis handelt. Er hat aber auch keine Kraft mehr, nach dieser zu suchen. Er glaubt nun, zu wissen, dass es ein reiner Zufall war, dass er Kiyoakis alte Reinkarnationen getroffen hatte; die Götter haben ihm nie die Aufgabe erteilt, über das Leben von Kiyoakis Versionen zu wachen. Sie werden laufend kommen und gehen, genauso wie er bald gehen wird.
Im selben Zeitraum hat Honda vermehrt mit heftigen Schmerzen in seiner Magengegend zu tun, die er monatelang vernachlässigt. Mitte Juli meldet sich Honda schließlich bei einem Krebsforschungszentrum in Tokio. Nach einer Woche liegen die Ergebnisse vor: Es gibt Probleme mit der Bauchspeicheldrüse und Honda muss operiert werden; der Termin ist in einer Woche, am 23. Juli. Honda beschließt vor seinem Termin etwas zu machen, was er sechzig Jahre vor sich hingeschoben hat: er möchte Satoko im Gesshu-Tempel wiedersehen. Er packt seine Sachen und macht sich auf den Weg.

#### Besuch des Gesshu-Tempels und Ende

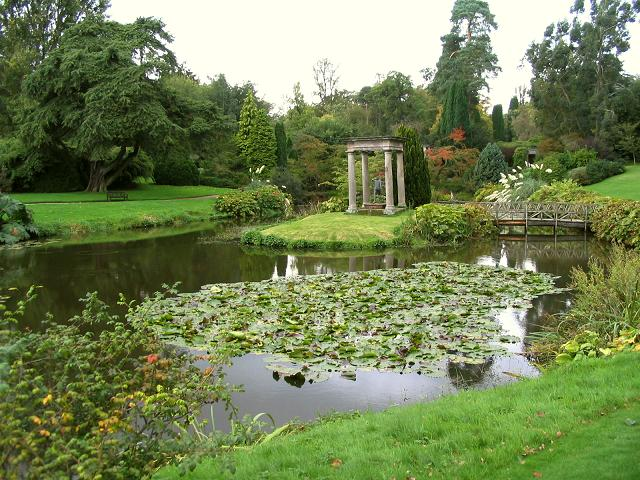
Im idyllischen Tempelgarten endet die Geschichte. Ein „Ort ohne Erinnerungen, gar nichts.“

Hondas Chauffeur bietet ihm an, ihn bis vor den Tempeleingang zu fahren, aber Honda lehnt das Angebot ab; er muss das Leiden spüren, das Kiyoaki vor über sechzig Jahren gespürt hat, als er den Weg zum Tempel hochgewandert ist. Von der Gaststätte aus, in der Kiyoaki seine Krankheit entwickelte, macht sich Honda auf den Weg. Der Himmel erstrahlt im tiefen Blau und durch die erdrückende Hitze wird Honda müde. Außerdem beginnt sein Magen zu rumoren und sein Rücken schmerzt. Seine Hoffnungen, den Tempel zu erreichen, schwinden, dennoch macht er weiter. Während des anstrengenden Aufstiegs reflektiert Honda sein bisheriges 81-jähriges Leben, die verschiedenen Naturphänomene, denen er begegnet, erinnern ihn an verschiedene Phasen seines Lebens, die guten und schlechten Zeiten. Er ist am Tempelhof angekommen: Die brüchigen Wände sind mit fünf gelben Streifen verziert, die die hohe Geltung des Tempels unterstreichen sollen. Neunzig weitere Treppenstufen später steht Honda vor dem Eingang; sechzig Jahre zuvor stand er an genau derselben Stelle. Er klopft.
Ein Mann, vermutlich in seinen 60ern, öffnet die Tür und bittet Honda herein. Er verweist ihn in einen Warteraum, den Honda vor sechzig Jahren nicht sah. Beim Warten merkt er, wie sich sein Körper langsam wieder beruhigt. Er fühlt sich Kiyoaki, der den Weg damals schwerkrank und vermutlich mit ähnlichen Beschwerden wie er absolvierte, wieder sehr nah. Honda fragt sich, ob Satoko ihn empfangen wird. Sollte sie es nicht, wäre es wohl sein Schicksal. Er ist sich sicher, sie irgendwann einmal wiedersehen zu können, selbst wenn es nicht heute sein sollte. Seine Gedanken werden durch das laute Räuspern einer Nonne unterbrochen: „Ihre Reverenz hat uns informiert, dass sie Sie empfangen wird. Kommen Sie bitte mit mir.“
Honda wird in einen weißen Raum geführt, der völlig in das starke grüne Licht des Gartens eingehüllt wird. Er erinnert sich: Genau in diesem Raum empfing ihn vor sechzig Jahren die Äbtissin. Satoko betritt den Raum. Sie ist mit einem perlweißen Kimono mit einem purpurnen Mantel bekleidet; Honda traut sich kaum, ihr ins Gesicht zu schauen und ihm kommen die Tränen. Obwohl sie bereits 83 Jahre alt ist und sich optisch sehr verändert hat, sind ihre Augen genauso schön wie damals. Beide sitzen sich längere Zeit schweigsam gegenüber, bis Satoko die Ruhe bricht: „Es ist schön, dass du vorbeigekommen bist.“
Die beiden reden über die alte Zeit und Honda erwähnt, dass er sich an den Raum erinnert, weil er vor sechzig Jahren genau hier zurückgewiesen wurde, als er auf Bitten Kiyoaki Matsugaes nach Satoko fragte. Satoko schaut Honda verwundert an und fragt: „Kiyoaki Matsugae. Wer war er denn?“ Honda erkennt, dass sie möchte, dass Honda von Kiyoaki erzählt, aber er wundert sich, weshalb sie den Namen nicht zuordnen kann. Er schildert die ganze Geschichte Kiyoakis und Satokos, mitsamt dem tragischen Ende. Satoko hört ihm gespannt zu, unterstützt durch ein gelegentliches Nicken, doch als er fertig ist, entgegnet sie ohne weitere Emotion in der Stimme: „Das ist eine wirklich interessante Geschichte, aber leider kenne ich keinen Herrn Matsugae. Ich fürchte, du wirst mich verwechselt haben.“ Honda hakt erneut nach, ob er denn mit Satoko spricht und sie bejaht es, dennoch kenne sie keinen Kiyoaki. Satoko trinkt einen tiefen Schluck und elaboriert: „Honda, ich habe keinen meiner Schwüre vergessen, aber ich fürchte, nie von einem Kiyoaki Matsugae gehört zu haben. Glaubst du nicht, Honda, dass es eventuell nie eine solche Person gegeben hat? Du wirkt sicher, dass es ihn gab, aber besteht nicht die Möglichkeit? Mir ging dieser Gedanke nicht aus dem Kopf, als ich dir zuhörte. […] Erinnerungen sind wie ein Phantomspiegel. Manchmal zeigen sie Dinge, die zu weit sind, um sie zu sehen, und manchmal zeigen sie sie, als wären sie hier.“
Honda sitzt einige Zeit an der Stelle und grübelt über ihre Worte. Nach einiger Zeit antwortet er:

„Aber wenn es Kiyoaki nie gab, dann gab es keinen Isao, dann gab es keine Ying Chan und wer weiß, vielleicht gab es auch mich dann nie.“

Nach einer langen Pause klatscht Satoko in die Hände und ein Novize erscheint, der Honda seinen Mantel abnimmt. Er führt Honda zum südlichen Tempelgarten. Der Rasen ist in einen schönen Orangeton gekleidet und das Geräusch eines Kuckucks ist in der Ferne zu hören. In der letzten Szene des Buches taumelt Honda durch die Tempelgärten, einem „Ort ohne Erinnerungen“:

„Es war ein heller, ruhiger Garten, ohne auffallende Merkmale. Nur das schrille Zirpen der Zikaden war zu hören. Es gab kein anderes Geräusch. Der Garten war leer. Er kam, so dachte Honda, zu einem Ort ohne Erinnerungen, gar nichts.“

Das Buch endet und damit auch die Tetralogie. Die letzte Seite ist mit dem Datum 25. November 1970 versehen – dem Datum, an dem sich Mishima das Leben nehmen sollte.

## Erklärung des Titels

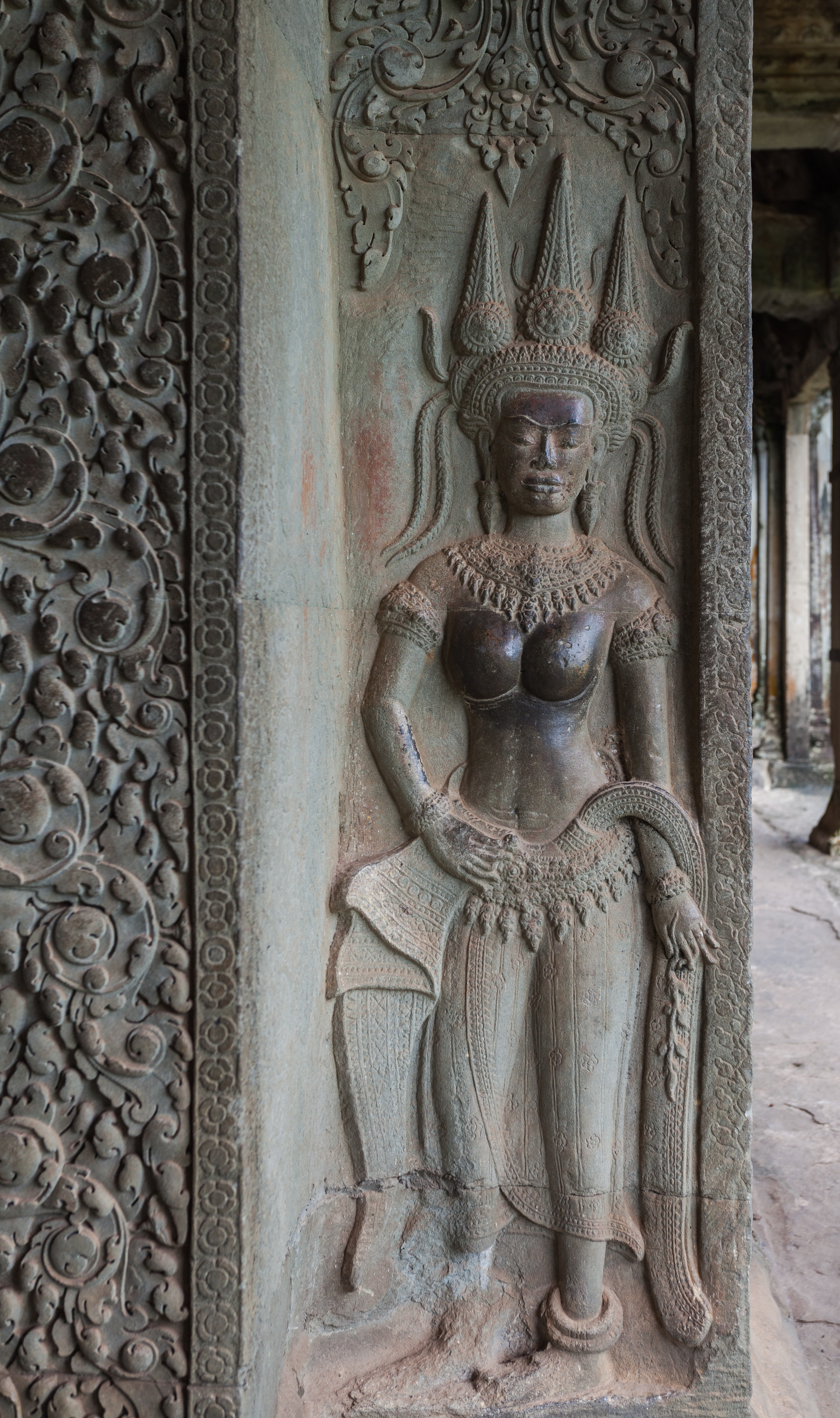
Darstellung eines Devi in Angkor Wat, Kambodscha.

In buddhistischen Schriften sind Devas (japanisch 天部, tenbu) sterbliche Engel. Die fünf Todesmale eines sterbenden Engels sind:
1. Sein Federkleid verkümmert.
2. Seine Robe wird durch übermäßigen Schweiß beschmutzt.
3. Er fängt an zu stinken.
4. Er wird in Dunkelheit gehüllt.
5. Er verliert an Selbstaufmerksamkeit, wird unglücklich und verbringt seine Zeit nur noch am selben Ort.

Während Honda den Wanderweg zum Gesshu-Tempel erklimmt, zeigt er selbst die Anzeichen eines sterbenden Engels:
- Das erste Anzeichen ist seine Bemerkung, dass der Weg vor ihm durch Schatten bedeckt ist: „Es gab einen Grund für die Schatten, aber Honda bezweifelte, dass es dieser in den Bäumen lag.“ Hierbei handelt es sich um das vierte Todesmal.
- Das zweite Anzeichen wird ersichtlich, als Honda die verwelkten Drosanthemen erblickt: „Alles war bedrohlich und beängstigend vertrocknet.“ Hier handelt es sich um das erste Todesmal.
- Das dritte Anzeichen kommt, als Honda „Schweiß durch sein Hemd“ merkt, das sich „im Rücken seines Anzugs“ vollsaugt. Dies ist das zweite Todesmal.
- Das vierte Anzeichen folgt anschließend. Durch seinen Schweiß beginnt Honda „unangenehm an zu riechen.“ Das dritte Todesmal.
- Es fehlt mithin noch das fünfte und letzte Todesmal bis zum Tod des Engels: Verlust der Selbstaufmerksamkeit und Unglück.

Tōru, dessen Lauterkeit nur in seiner böswilligen Selbstgefälligkeit liegt, ist eine entartete Parodie auf den idealisierten Kiyoaki. Seine Verbindung zu Honda entsteht aber dadurch, dass auch er die Anzeichen eines sterbenden Engels zeigt:
- Als Honda und Keiko den Wachturm besuchen, trägt Tōru zum ersten Mal verwelkte und zerfressene Blumen in seinem Haar. Dies ist das erste Todesmal.
- Er schwitzt übermäßig, weshalb er Großteils nur im Unterhemd arbeitet. Dies ist das zweite Todesmal.
- Er verbringt sein Leben fast nur am selben Platz, dem Wachturm: Dort schläft er, arbeitet er, isst er und empfängt Gäste. Das fünfte Todesmal.
- Am Ende verliert Tōru sein Augenlicht und wird folglich in Dunkelheit gehüllt. Dies ist das vierte Todesmal.

Dadurch, dass sowohl der alternde Honda als auch der junge Tōru den Tod des Engels teilen, spürt Honda die Verbindung zwischen den beiden. Er bezeichnet Tōru sogar als „Duplikat, bis ins kleinste Detail.“ Sein Fehler liegt jedoch darin, aus dieser Verbindung Tōru als nächste Reinkarnation Kiyoakis zu vermuten.
Es ist auch anzumerken, dass Tōru sein Augenlicht durch das Trinken von Methanol verliert, wodurch er dem Tode des Engels näher kommt. Den Selbstmordversuch unternimmt aufgrund seines Gesprächs mit Keiko. Diese wird in der Erzählung als „Engelstöter“ bezeichnet.

## Formalia

### Erzählperspektive
Die Geschichte wird durch einen auktorialen, das heißt allwissenden, aber zugleich distanzierten Erzähler in der 3. Person geschildert. Im Gegensatz zu den vorherigen Bändern der Tetralogie behandelt Die Todesmale des Engels keine politischen Themen oder soziologische Themen und auch etwaige spirituelle Konzepte werden nur noch festgestellt, aber nicht mehr in den Kontext der Zeit eingeordnet; der Roman weicht insofern erheblich von den anderen Bändern ab, die von Mishima bewusst als objektive Abhandlungen politischer und soziologischer Phänomene angedacht waren. Eine solche Abhandlung hält er in diesem Zeitalter aber nicht mehr für notwendig: Japan hat sich in der Zeit der 1970er Jahre bereits so sehr von seinen kulturellen Wurzeln entfernt und ist dem Materialismus verfallen, sodass laut Mishima Politik und Soziologie keine Rolle mehr spielen. Dies wird auch in der Rolle Tōrus verdeutlicht, der die kontemporären Ereignisse zwar mitkriegt, aber im Hinblick auf die Bedeutungslosigkeit der aktuellen Welt nicht für wichtig erachtet. Er bildet damit den genauen Gegensatz zu den Protagonisten der vorherigen Teile, die sich leidenschaftlich engagiert haben, um Japan, das zwar schon auf einem absteigenden Ast, aber noch nicht „verloren“ war, zu retten.

### Sprache
Wie auch bei der restlichen Tetralogie war es Mishima ein hohes Anliegen, historisch akkurat zu sein. Folglich pflegen die Figuren in Die Todesmale des Engels einen wesentlich moderneren und weniger aristokratischen Sprachduktus als in den vorherigen Bändern der Reihe. Bemerkenswert ist auch, dass die Divergenz zwischen dem Sprachgebrauch der Ober- und Unterschicht beinahe komplett aufgeweicht wurde. Dies ist auch als Nebeneffekt der – für Mishima – bereits im Endstadium angekommenen Verwestlichung Japans, in der das alte Klassensystem wie es bspw. in Schnee im Frühling noch stark präsent war, völlig abgeschafft ist. Deutlich wird dies auch in Hondas Satz: „Den reinen Japaner findest du nur noch im Ghetto oder in der Unterwelt.“

## Themen (Auswahl)
Die Todesmale des Engels ist bis heute weltweit, aber vor allem innerhalb Japans, Gegenstand zahlreicher Analysen, Interpretationen und Abhandlungen. Die aufgelisteten Themen sind folglich keinesfalls abschließend, sondern lediglich die prominentesten und werden auch nur angeschnitten.
Ein gewisser Konsens besteht insoweit, dass Tōru und Honda als Selbstporträts des Autors gesehen werden.

### Der gesellschaftliche Wandel Japans

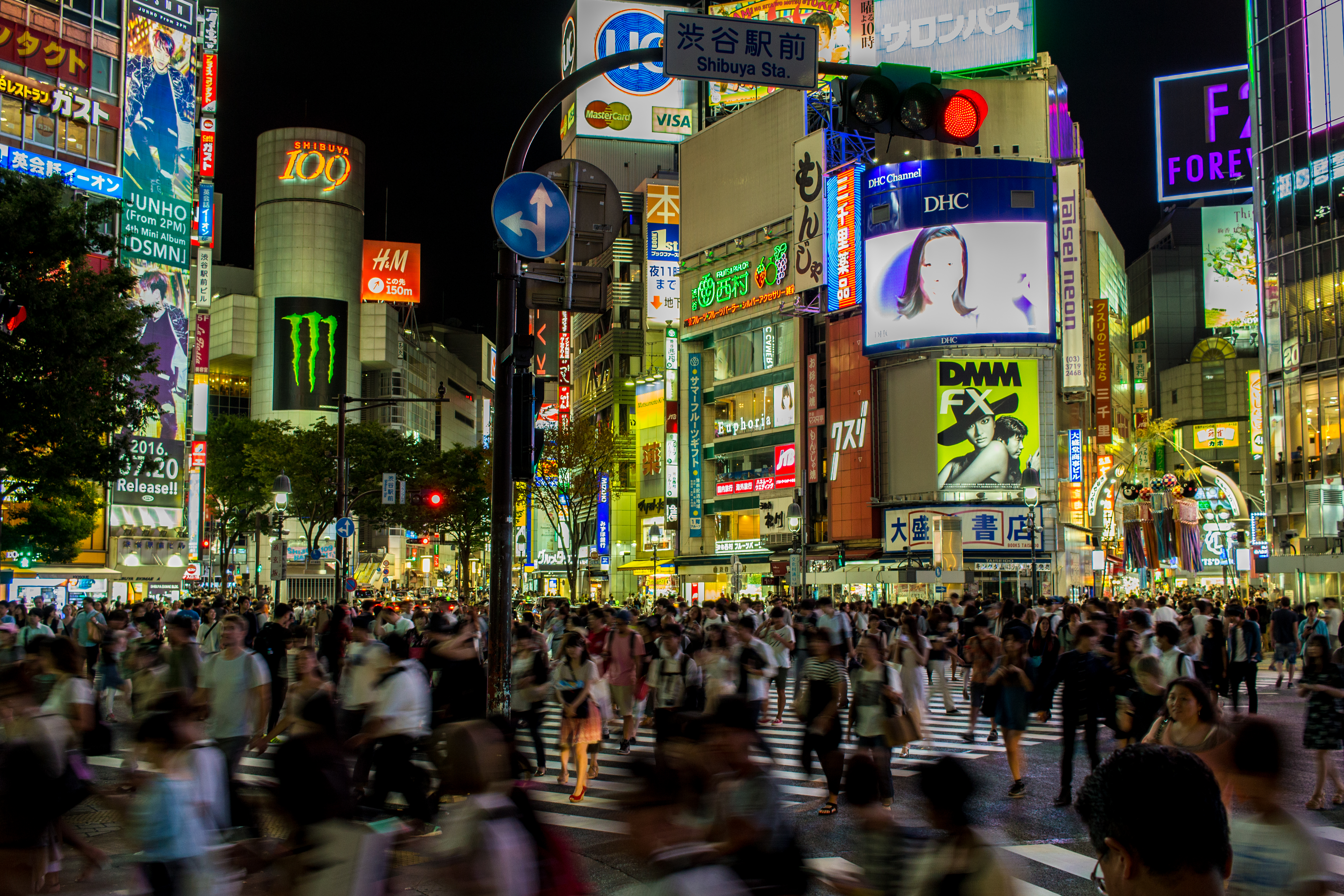
Mishima hält das moderne, verwestlichte Japan für eine Entfremdung vom japanischen Geist.

Im September 1970, also kurz vor Fertigstellung von Die Todesmale des Engels, erklärte Mishima das grundsätzliche Konzept, nach dem die Entwicklung Japans in der Tetralogie dargestellt wird. Die ersten beiden Bände, die vor dem Zweiten Weltkrieg angesiedelt sind, spiegeln demnach ein nostalgisches „Bedauern“ der zunehmenden Verwestlichung und des einfallenden Materialismus wider, der aber von idealistischen Freiheitskämpfer konfrontiert wird. Im dritten Band ist die Verwestlichung schon beinahe im Endstadium, nur dass durch die desaströsen Wirkungen des Krieges der Geist des Volkes auf anderes gelenkt ist. Die Todesmale des Engels bezeichnete Mishima schließlich als „Stadium der Leere“: Japan hat mittlerweile seine gesamte Essenz verloren und konnte sich der trotz der anfänglichen Bemühungen durch die Ablenkung des Krieges der Verwestlichung nicht erfolgreich entgegenstellen.
Diese hat mittlerweile einen derart prominenten Stellenwert eingenommen, dass sie vom einfachen Volk gar nicht mehr wahrgenommen wird und auch hinsichtlich politischen Ereignisse gegenüber ist das Volk – im Gegensatz zu den vorherigen Teilen – resigniert, verdeutlicht durch Tōru, über den Mishima sagt: „Alles außerhalb der Reichweite des Teleskops hat für ihn keine Relevanz.“
Das japanische Volk hat sich nach Jahren des verzweifelten Kämpfens gegen die egoistische Elite mit ihrem Schicksal abgefunden und die Verwestlichung und Konsumierung Japans akzeptiert. Deutlich wird dies auch an Honda, der laufend die Plastiktüten, Coca-Cola-Dosen etc. beobachtet, aber ihnen gar keine Gefühlsregung mehr entgegenbringt. Auch der Miho-Strand, einst ein Ort „ungebändigter Schönheit“ ist eine reine Touristenattraktion geworden; Keiko scheint dies jedoch nichts auszumachen.
Die Zerstörung Japans durch die Öffnung zu äußeren Einflüssen wird am prominentesten in Tōru symbolisiert. Seine einzige Aufgabe als Signalfunker ist es, den Hafen zu überwachen, damit fremde, ausländische Schiffe an Japans Küste Platz nehmen können.
Mishima bezeichnete diesen Prozess in Interviews als „Die Dekadenz der Moderne“:

„Für mich die ist die Nachkriegswelt wirklich unglaublich, die Dekadenz der Moderne; ich glaube nicht, dass es jemals eine Zeit gab, in der die buddhistische Vorstellung des Himmels und die irdische Welt so gut zusammengepasst haben. Der Leser wird bei Die Todesmale des Engels den pessimistischen Ton merken, er wird merken, dass es ab hier nur noch bergab geht. Es gibt keine „absolute Moral“ mehr, an der sich die Menschen orientieren. Für solche hat eine westliche, demokratische Gesellschaft keinen Nutzen.“

### Die Leere des hohen Alters

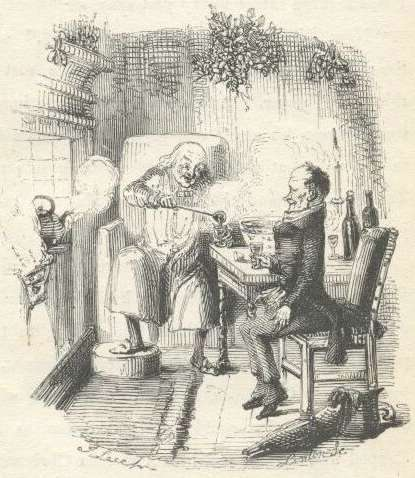
Honda aus Die Todesmale des Engels wurde vereinzelt mit Ebenezer Scrooge aus Charles Dickens’ A Christmas Carol verglichen. Er ist geizig, paranoid und verbittert.

Ein beliebtes Thema, das sich durch Mishimas gesamte Bibliografie zieht, ist dessen starke Antihaltung zum Altern. Schon in den Vorgänger Unter dem Sturmgott und Der Tempel der Morgendämmerung behandelte er das Konzept der Korruption des Alters versus der Reinheit der Jugend; auch dieses Mal präsentiert durch den alten Honda. Mishima warf älteren Menschen vor, von Wörtern „verdorben“ zu sein und empfand ihren „äußeren Zerfall“ als anwidernd. Für seinen Suizid beschloss er, an seinem optischen und geistigen Optimum zu sterben. Diese Ideen werden prominenter in seinem Essay Sonne und Stahl behandelt:

„Ich hegte einen romantischen Impuls zum Tod, gleichzeitig benötigte ich einen strikten, klassischen Körper als seinen Träger. Ein seltsamer Einschlag vom Schicksal erweckte in mir die Sorge, dass mein romantischer Impuls aufgrund meiner fehlenden physischen Qualifikationen unerfüllt blieb. Ein mächtiger, tragischer Rahmen und skulpturgleiche Muskeln waren notwendig für einen romantischen, ehrenwerten Tod. Jede Begegnung des Todes mit schwachem, schlaffen Fleisch erschien mir sinnwidrig unangemessen.“

Hondas voyeuristische Eigenschaften wurden als Befürchtung Mishimas gedeutet, selbst der „Perversion des Alters“ zu verfallen, wenn er zu lange lebt.
In Die Todesmale des Engels befasst sich Mishima aber nicht mehr bloß mit der Perversion des Alters, sondern auch ihrer „Leere.“ Honda ist kurz vor seinem Ableben völlig hoffnungslos und findet sich selbst im verdorbenen Charakter Tōrus wieder. Als dieser erblindet, fragt sich Honda, ob Tōru nun – jetzt, wo er die äußeren Reize nicht mehr wahrnehmen kann – in seinem Inneren die „Absurdität des Seins“ versteht. Auch später reflektiert Honda: „Alles war Dasselbe. Von Anfang bis Ende“ und befindet „Der Verlust des Universums ist nichts, was ernstgenommen werden muss.“
Seine „Leere“ wird vor allem durch seine Hingabe zum Materialismus verstärkt. Honda wird im Roman als „westlich“ gekleidet beschrieben und bringt Tōru westliche Sitten bei, da der „reine Japaner“ nur noch in „Ghettos“ oder in der „Unterwelt“ lebe. Gleichzeitig hat ihn die dauerhafte Angst, andere Menschen mögen ihn nur wegen seines Geldes, dazu gebracht, sich zu isolieren. Das Thema der Leere steht damit im Einklang mit der Verwestlichungskritik, da Mishima feststellt, durch den westlichen Materialismus gehe es uns zwar ökonomisch besser, dieser Vorteil bringe aber nichts, solange der Materialismus uns „unserer Seele beraubt.“

### Spirituelle Erklärung des Seins als bedeutungsloses Nichts
Die Todesmale des Engels führt das im Vorgänger aufgeführte Konzept des Alaya-Bewusstseins fort und integriert dies mit Mishimas nihilistischen Vorstellungen. Die hierdurch begründete Theorie wird „kosmischer Nihilismus“ genannt.
Der Roman beginnt mit einer Beschreibung des Meeres, das in Mishimas Romanen häufig als Metapher für das Selbst. Es wird beschrieben als „aufgefühltes Nichts“, das „alles Böse der Natur bündelt“; es ist „namenloses Meer“ und repräsentiert „absolute Anarchie“, wodurch das von Albert Camus begründete Konzept der „Absurdität des Seins“ etabliert wird. Bereits in den ersten Seiten bereitet Mishima seine Lebensphilosophie auf: Nichts, was passiert, hat einen Sinn; genauso hat nichts im Universum einen Wert: „Alles war Dasselbe. Von Anfang bis Ende.“ Diese Observation lässt auch das Ende des Romans bereits vorausahnen, in der Honda in den Gärten des Gesshu-Tempels spaziert und von einem weiten Nichts umgeben ist. Die zentrale Erkenntnis der Geschichte ist also folgende: Alles Leid, alle Leidenschaft, alle Rationalität, alles Glück, alle Tragik, alles was im individuellen und kollektiven Leben passiert, kann auf ein einziges Ding reduziert werden. Alle diese Phänomene sind nur Aspekte der Bedeutungs- und Sinnlosigkeit des Seins.
Diese Erkenntnis ergänzt sich mit Hondas Studien zum Alaya-Bewusstsein im Vorgängerroman. Die buddhistische Lehre etabliert, dass es keine Zukunft oder Vergangenheit gibt. Es gibt nur ein ewiges „Jetzt“, in der sich alle Dinge in Eins verschmelzen. Das Universum ist wie das Meer: Seine Oberfläche erscheint lebhaft durch Gewalt und Aufruhr – sei es politischer oder persönlicher Natur, seine wahre Gestalt ist aber nicht mehr als ein tiefer, geschlossener, unergründlicher Abgrund. Auch deshalb ist Die Todesmale des Engels der erste Band der Tetralogie, für den Politik und Soziologie kaum eine Rolle spielt: Sich mit ihr zu beschäftigen, ist sinnlos.

### Selbstfindung
Einige Rezensenten hatten Schwierigkeiten, Tōru in das Gesamtkonzept des Romanzyklus einzuordnen, welcher sich zumindest oberflächlich mit den verschiedenen Reinkarnationen einer „Seele“ auseinandergesetzt hat. Da er seinen 21. Geburtstag überlebt, ist recht eindeutig, dass Tōru zwar wohl ein gefallener Engel, aber keine Reinkarnation ist, wodurch das gesamte Konzept im letzten Band augenscheinlich fallen gelassen wird.
Demnach etabliert sich zunehmend die Ansicht, die Tetralogie nicht als Reinkarnation einer Seele, sondern als psychologische und spirituelle Selbstfindung des wiederkehrenden Charakters, Honda, zu verstehen. Die Reinkarnationen dienen lediglich als Reflexion von Hondas naiver und hoffnungsvoller mentaler Projektion, die ihm von der deprimierenden Erkenntnis ablenken soll, dass das Universum ein weites, sinnloses Nichts ist. Dies wird auch am Ende durch den Satz von Satoko angedeutet: „Glaubst du nicht, Honda, dass es eine solche Person nie gegeben hat?“
Am Ende der Todesmale des Engels wird die falsche Natur der Reinkarnationen in den Tempelgärten enthüllt. Der erste Roman Schnee im Frühling endet mit Kiyoakis Tod, nachdem dieser den Weg zum Tempel gewandert ist, um Satoko wiedersehen zu können. Im vierten Band erlebt Honda die Erfahrung seines Freundes wieder und erlebt dabei selbst die Zeichen eines sterbenden Engels. Den ganzen Wanderweg entlang wird Honda durch einen weißen Schmetterling geführt, der – wie er observiert – seltsam nah am Boden fliegt. Dies könnte als Indiz der unausweichlichen Anziehungskraft der Erde auf alle Wesen und als Indiz der omnipräsenten Realität des Todes gesehen werden; zwei Realitäten, denen sich Honda zuvor immer verwehrt hat. Wie die Flügel des sterbenden Engels, schaffen es auch die Flügel des Schmetterlings nicht, ihn weit von der Erde und in Richtung Himmel zu transportieren.
Im Kontrast zu ihm steht Satoko, die seit kurz nach ihrem 20. Lebensjahr im Kloster gelebt hat und dort dieselbe Anzahl an Jahren verbrachte, wie Honda in der Außenwelt nach seinem wiedergeborenen Freund suchte. Sie ist komplett unbeeindruckt von der Idee der Reinkarnationen und als Honda Kiyoakis Namen sagt, scheint sie nicht einmal zu wissen, wer er ist. Sie suggeriert, dass es eine solche Person nie gab; eine Idee, die alle Ereignisse der Tetralogie und damit Hondas ganze Lebensmotivation untergraben würde.
Dadurch fragt sich Honda, ob er selbst eventuell nur eine Illusion ist. Letztlich kommt er an einem Orte an, „ohne Erinnerungen, gar nichts.“ Honda scheint an diesem Ort zum ersten Mal die Einzigartigkeit des Seins zu akzeptieren, sodass er weitere Ablenkungen durch Wünsche und Träume eines Jenseits nun ablegen kann. Er selbst ist ein gefallener Engel, der sich einst nach dem „Himmel“ sehnte, aber sich nun auf Erden gefangen sieht.

### Kritik am Buddhismus
Hondas Faszination mit buddhistischer Philosophie kann den Leser schnell in die Irre führen und den Anschein erwecken, dass Mishima die Ideen unterstützt. In Die Todesmale des Engels und zu gewissen Teilen auch schon in Unter dem Sturmgott wird aber häufiger angedeutet, dass Buddhismus ein ausländischer Import nach Japan ist und damit auch die Doktrin der Reinkarnation eigentlich nicht mit der japanischen Kultur in Verbindung steht, sondern eher mit dem westlichen Wertesystem von den Pythagoreern und den Orphikern.
Mishima betont dadurch, dass Buddhismus als Glaubensrichtung von der westlichen Welt kontaminiert wurde und dadurch eine weitere Form westlicher Dekadenz ist, die den Einfluss des japanischen Geistes schwächt. Die Doktrin der Reinkarnation ist eine oberflächliche und westliche Linse, durch die eine Person wie Honda Ordnung, Komfort und „Logik“ findet, in einer Welt, die chaotisch, sinnlos und undurchschaubar ist.

### Anerkennung der Sinnlosigkeit als Weg zur Reinheit

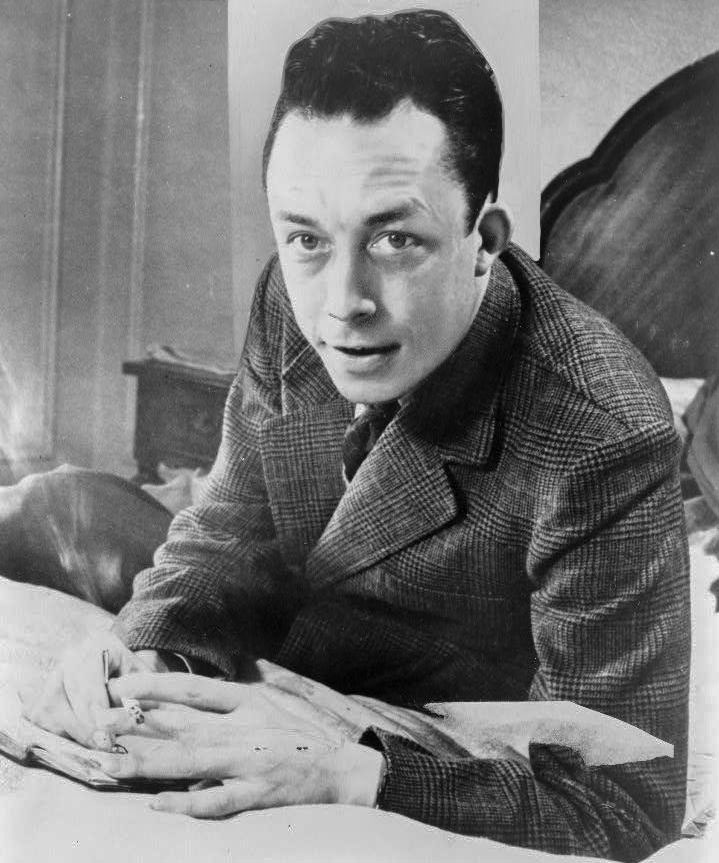
Mishima und der weltbekannte französische Philosoph Albert Camus teilen sich die Ansicht der „Absurdität des Lebens.“

Anhand des letzten Aufeinandertreffens zwischen Satoko und Honda, etablierte Mishima eine ähnliche Idee wie die Albert Camus’. Beide weisen auf die Unausweichlichkeit des Alterns und des Todes und auf die Sinnlosigkeit des Lebens hin, sagen aber auch, dass genau diese Sinnlosigkeit anzuerkennen der Weg ist, individuelle Reinheit zu erlangen. In gewisser Weise positioniert sich Mishima trotz seiner Einflüsse aus dem Shintō antireligiös. Dies deckt sich auch mit diversen Aussagen in seinen Interviews.
Zentrale These ist: Während das Fleisch altern muss, ist es die Perspektive auf diesen Prozess, durch die bestimmt wird, ob der Prozess zu einem Verfall oder zu Reinheit führt. Im Gesshu-Tempel trifft Honda Satoko nach vielen Jahren wieder, aber obwohl sie mit ihren 83 Jahren erheblich gealtert ist, wirkt sie nicht zerfallen: „Das Alter hat sich nicht in die Richtung des Zerfalls, sondern in die der Reinheit bewegt.“ Die Szene zeigt anhand von Satoko die Alternative zum Verfall Hondas auf.
Dieser ist in allen vier Bändern gealtert und hat verzweifelt nach Zeichen gesucht, dass sein Tod zu etwas „Höherem“ führen würde; er hat sich vergeblich mit dem Gedanken vertröstet, dass sein Geist – die wahre Essenz einer Person – nach seinem Tode in einem anderen Körper weiterlebt. Sein gesamtes Leben bestand daraus, nach Zeichen zu suchen, die die Endlichkeit des Lebens relativieren und eine wiederholende Weiterführung seiner Existenz andeuten. Es ist fast so, als wäre es ihm nicht genug, dieses eine Leben zu leben. Ohne weitere, nie endende Leben wird die Existenz für Honda egal. Der Reiz an der buddhistischen Lehre von Reinkarnationen ist dessen Hoffnung, seine Freunde eines Tages wiedersehen zu können und dass jeder Person ein „Selbst“ zugrunde liegt, das nicht zerstörbar ist. Genau dieser Illusion hat sich Honda sein Leben lang hingegeben und deswegen nie nach seinem inneren Verlangen gelebt, wie Kiyoaki, Isao und Ying Chan – Personen, die er bewundert, aber nie nachgeahmt hat.

### Suizid als Akt der Schönheit
Schon in seinem Durchbruch Bekenntnisse einer Maske (1949) etablierte Mishima die Ambivalenz von Schönheit und dass diese nicht an Moral geknüpft ist, sondern sowohl gut als auch böse sein kann. Vereinfacht ausgedrückt: Schönheit kann sowohl in etwas Unschuldigem wie dem Lachen eines Kindes, als auch in etwas Destruktivem wie den Rauchschwaden einer Explosion gefunden werden. Schönheit ist eines der am „schwersten greifbaren Konzepte des Universums.“
Mishima selbst fand Schönheit im Todestrieb, dem Akt, eine geschaffene Existenz in einem Moment völlig auszulösen. Schönheit, die zuvor in einem vergänglichen, physischen Körper gefangen ist, verlässt diesen und wird eine separate Entität – eine transzendentale Adoleszenz – und mit dem Tode verbindet sich die Schönheit mit dem Selbst und bildet eine Einheit. Ein Indiz hierfür findet sich auch in Mishimas Interpretationshilfen bei Schnee im Frühling, bei denen er fragt, „Ist Kiyoakis Tod mit 20 ein Suizid gewesen?“ Alle drei Figuren, Kiyoaki, Isao und Ying Chan, haben damit ihre Schönheit zu etwas Ewigem gemacht, ganz gleich, ob unbewusst wie Kiyoaki und Ying Chan oder bewusst wie Isao. Nur Tōru, der zu verdorben ist, um seine Schönheit endlos zu machen, bleibt der Suizid verwehrt.
In Mishimas Weltbild führt Schönheit zwangsläufig zu einer Obsession und muss demnach zerstört werden, bevor es das Selbst korrumpiert. Dieses Element greift Mishima vor allem in seinem Meisterwerk Der Tempelbrand (1956) auf.

### Suizid als Möglichkeit, sich zu etablieren

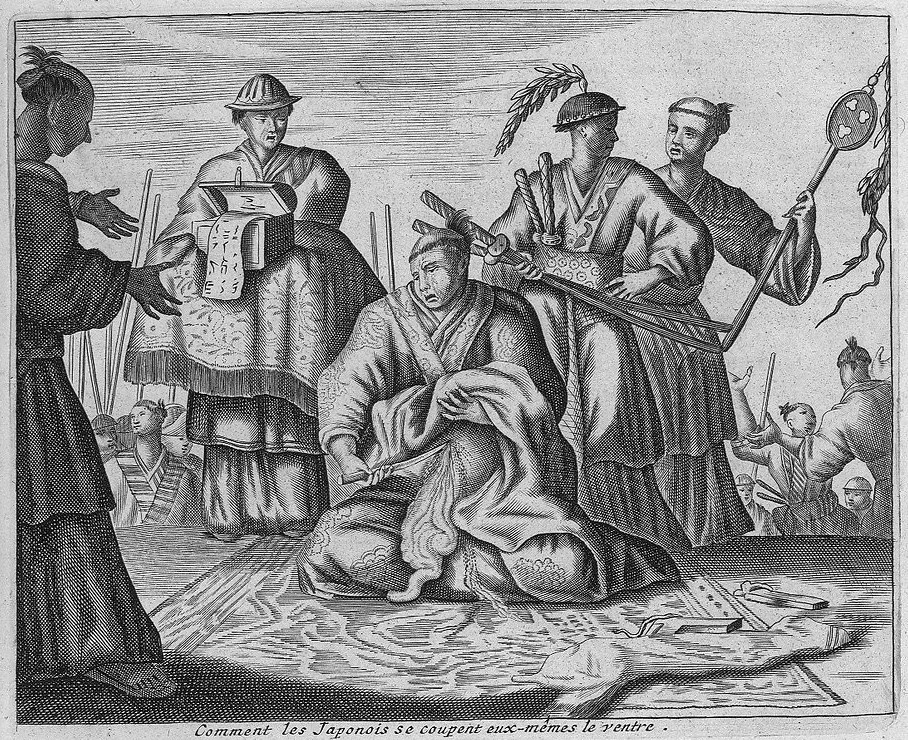
Wie an seinem Seppuku verdeutlicht, glaubte Mishima an einen „ehrenwerten Prinzipientod.“

In Kapitel 18 bereitet Furusawa für Tōru eine politische Parabel vor, in der er ihm auch das Konzept eines „akzeptablen Suizids“ präsentiert: während ein Suizid aus Schwäche oder Wut heraus abscheulich sei, sei ein „Suizid, um sich zu etablieren“ erstrebenswert. Was er damit meint, erklärt er an einem Beispiel mit einer Maus, die sich selbst für eine Katze hält:

„Hast du jemals an Suizid gedacht? […] Schau mich nicht so an, ich hab mir nie wirklich ernsthaft darüber Gedanken gemacht. Ich mag es nicht, wenn schwache und kranke Menschen Suizid begehen. Aber es gibt eine Form von Suizid, die ich akzeptierte. Menschen, die sich töten, um sich zu etablieren. […]
Nimm eine Maus, die denkt sie sei eine Katze. Wieso ist egal, sei glaubt einfach eine Katze zu sein. Ihre Ansicht zu anderen Mäusen ändert sich. Sie sind ihr Fleisch, nicht mehr. Aber sie unterlässt es sie zu essen, um den Fakt zu verstecken, dass sie eine Katze ist. […] Eines Tages trifft die Maus eine echte Katze. „Ich werde dich essen“, sagt die Katze. „Du kannst nicht, Katzen essen keine anderen Katzen. […] Ich bin selbst eine Katze, egal wie es nach Außen aussehen mag.“, antwortet die Maus. Die Katze lacht […] und beginnt, die Maus zu essen. Die Maus protestiert: „Wieso isst du mich? […] Ich bin eine Katze. Katzen essen keine anderen Katzen.“ Die Katze antwortet: „Beweis es!“ Also springt die Maus in die Wäschewanne, komplett in Seife eingeschmiert und ertränkt sich. Die Katze leckt sie an, aber weil die Seife abscheulich schmeckt, lässt sie den Körper einfach weiter treiben. Wir wissen, wieso die Katze die Maus nicht anrührt: Weil sie nichts ist, was eine Katze essen würde.
Darüber rede ich: die Maus tötet sich, um sich zu etablieren. Sie schafft es natürlich nicht, dass die Katze sieht als Katze anerkennt und sie glaubte auch nicht, das zu schaffen. […] Sie sah, dass es zwei Teile vom Maussein gibt: Der erste Teil ist die Maus in jedem physischen Detail. Der Zweite ist es, Futter für die Katze zu sein. […] Das erste hat sie längst aufgegeben, aber für das zweite gibt es noch Hoffnung. Es stirbt vor der Katze, ohne gegessen zu werden und etabliert sich als etwas, das Katzen nicht essen. In diesem Aspekt hat es bewiesen, dass es keine Maus ist. […] Zu beweisen, dass sie eine Katze ist, ist nun denkbar simpel. Wenn etwas, das aussieht wie eine Maus gar keine Maus ist, dann muss es etwas anderes sein. Und so ist der Suizid ein Erfolg. Die Maus hat sich etabliert. Was meinst du?“

Auch wenn Furusawa die Basis der Geschichte nutzt, um eine ideologische politische Parabel über Autorität aufzubauen – etwas, das Tōru belanglos findet, gerade in der hoffnungslosen Zeit, in der er lebt – liegt dem ganzen ein Konzept zugrunde, das Mishima selbst vertritt und auch in seinem Suizid ausgelebt hat: der Prinzipientod durch Verleugnung des Selbst.
Individuelle Sehnsüchte existieren zwar, müssen aber unter Kontrolle gehalten werden. Das Leben sollte stets im Einklang mit seinen Idealen gelebt werden, selbst wenn dies den Tod bedeutete. Suizid wird als ultimative Form der Selbstverleugnung dargestellt. Indem man sein Leben beendet, wird bewiesen, dass Ideale wichtiger sind als die eigene Existenz. Die zu vermittelnde Aussage ist, dass es besser ist, das Selbst im Namen seiner Prinzipien zu leugnen, als in einer Welt zu leben, in der diese Prinzipien nicht gelten.

### Verfall als universelles Konzept
Basierend auf dem bereits vorher Geschriebenen, ist erkennbar, dass Mishima den Zerfall als etwas Universelles ansieht. Egal, ob der Müll am Miho-Strand, das verschimmelte Gemüse, der menschliche Körper – alles ist bloße Materie und verfällt, sogar Engel. Alles keimt, wird madig und verdirbt. Verfall und Korruption bilden den Kern von Existenz. Dieses Konzept ist erneut eng verbunden mit den – nach Mishima – stetigen Verfall der japanischen Kultur. Da alles letztlich auf Materie heruntergebrochen werden kann, die am Ende zerfallen muss, bringt es nichts dagegen anzukämpfen. Auch Kulturen, Zivilisationen und Werte werden eines Tages verfallen – so auch das Japan des 20. Jahrhunderts.

### Andere Themen
Andere, prominent behandelte Themen sind „Berechnung versus Spontanität“, die „Verwendung von Elfenbeintürmen im Roman“ und die „Bewunderung eines „Mannes der Taten“ als sublimierter Voyeurismus“.

## Wichtigste Charaktere

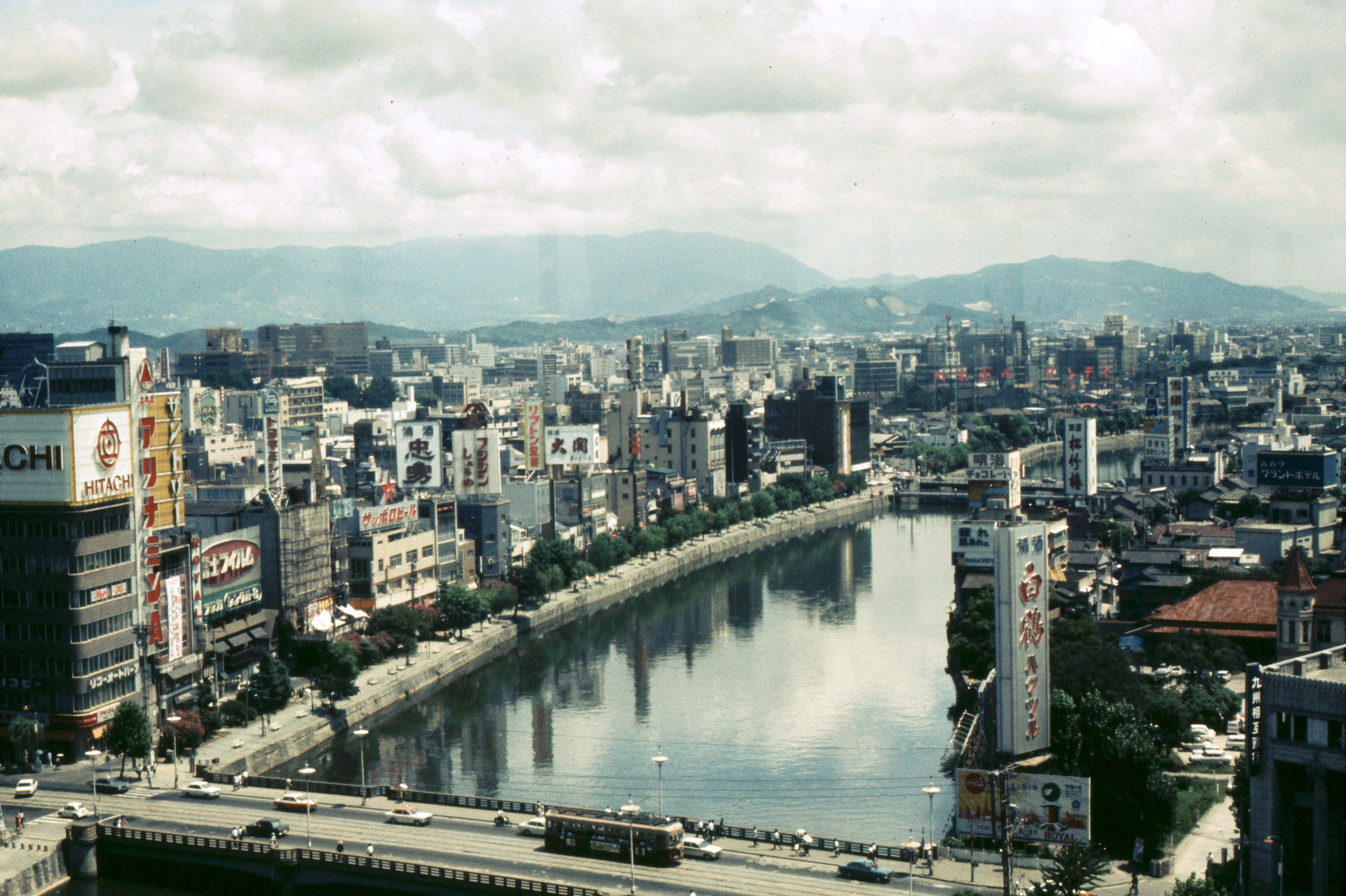
Alle Charaktere werden als Opfer des prinzipienlosen Japans der 1970er Jahre dargestellt. Allen voran Keiko und Tōru.

Die Altersdaten beziehen sich auf den Zeitpunkt oder die Zeitpunkte, an denen der Charakter in der Geschichte auftritt.

### Tōru Yasunaga
16–21 Jahre alt. Zum Anfang der Geschichte arbeitet er als Signalfunker am Hafen Shimizu in Shizuoka. Er wird als überdurchschnittlich attraktiver junger Mann mit wunderschönen dunklen Augen beschrieben, in Wahrheit ist er aber zynisch und der ganzen „unfairen Welt“ feindselig gesinnt. Auch als er von Honda adoptiert wird und von seinem Stand als armes Waisenkind zu dem eines reichen Mannes gehoben wird, wächst in ihn nur umso mehr der Wunsch, anderen zu schaden, insbesondere seinem Adoptivvater. Er misshandelt Honda physisch und psychisch und schafft es schließlich ihn als senil einstufen zu lassen, wodurch er die Kontrolle an seinem Grundstück entzogen bekommt. Nachdem Tōru das Traumtagebuch von Kiyoaki liest, realisiert er seine eigene Unzulänglichkeit und versucht Suizid zu begehen; der Versuch scheitert jedoch und er erblindet.

### Shingekuni Honda
76–81 Jahre alt und wiederkehrende Figur aus den letzten drei Bändern der Tetralogie. Obgleich höflich und ruhig, hat er einen starken Willen. Durch seine Überzeugung, bei Tōru würde es sich um die dritte Reinkarnation Kiyoakis handeln, adoptiert er den Jungen und hofft, ihm rationales Denken anstatt ungezügelter Leidenschaft beibringen zu können, damit er einem frühen Tode entfliehen kann und Kiyoaki endlich Frieden findet. Nachdem seine voyeuristischen Neigungen auffliegen, verliert Honda seine Reputation und sein Grundstück. Am Ende des Romans besucht er seine alte Freundin und ehemalige Geliebte Kiyoakis, Äbtissin Satoko, und läuft denselben Weg, den Kiyoaki vor nunmehr 61 Jahren beschritt, zum Gesshu-Tempel. Beide erkennen sich wieder, aber Satoko behauptet, nie eine Person namens Kiyoaki gekannt zu haben. Honda fragt sich deshalb, ob Satoko lügt, sich nicht erinnert oder die alten Versionen Kiyoakis wie Hondas Existenz selbst rein illusorisch waren.

### Momoko Hamanaka
18 Jahre alt. Tōrus Verlobte und sein erstes Opfer. Als unauffälliges Mädchen einer wohlhabenden Familie liebt sie Tōru von ganzem Herzen, selbst als sich sein sadistisches Verhalten ihr gegenüber häuft. Am Ende wird die Hochzeit von Honda durch einen perfiden Trick Tōrus abgesagt.

### Keiko Hisamatsu
67–72 Jahre alt. Eine langjährige Freundin Hondas, offen lesbisch lebende Frau und sein platonischer Lebenspartner nach dem Tod seiner Frau Rié. Sie erzählt Tōru von Hondas Plan, herauszufinden, ob es sich bei ihm um einen Schwindel handelt. Honda ist derart enttäuscht, dass er die nunmehr seit über zwanzig Jahren währende Freundschaft kündigt.

### Kinue
21–26 Jahre alt. Eine verrückte Frau und „groteske, hässliche“ Frau, die sich im Wahn selbst für hübsch und umworben hält. Sie kennt Tōru seit er am Shimizu Hafen arbeitet. Später heiratet sie ihn trotz seiner Erblindung und wird von ihm schwanger.

### Furusawa
21 Jahre alt. Einer von Tōrus Hauslehrern, die Honda aus der Universität Tokio beauftragt hat. Obwohl er immer freundlich zu ihm war, mochte Tōru ihn nicht.

### Shigehisa Hamanaka
55 Jahre alt. Kind eines ehemaligen Feudalherren in Tōhoku und Vater Momokos. Er arbeitet als Präsident einer lokalen Bank in Zentraltokio.

### Taeko Hamanaka
49 Jahre alt. Sie ist die Ehefrau Shigehisa Hamanakas und entstammt einer Kazoku-Familie. Sie ist bei ihrem Erscheinen krankhaft übergewichtig.

### Nagisa
25–26 Jahre alt. Sie ist stolz darauf, Tōru zu entjungfern, ehe er sie zu seiner heimlichen Freundin macht, obwohl er eigentlich mit Momoko verlobt ist. Sie wurde von ihm ausgenutzt, um Momoko zu verletzen.

### Satoko Ayakura
83 Jahre alt. Die ehemalige Geliebte Kiyoakis und einer der Hauptfiguren im ersten Band der Tetralogie. Seit dem Tode ihrer Tante ist sie die neue Äbtissin des Gesshu-Tempel, in den sie vor über 60 Jahren geflohen ist. Sie erinnert sich an Honda und führt ein langes, ehrliches Gespräch über die vergangenen Zeiten. Dennoch behauptet sie, von einem Kiyoaki noch nie gehört zu haben.

## Alternatives Ende
Mishimas Schreibnotizen ist zu entnehmen, dass er kurzzeitig ein anderes Ende für die Tetralogie im Kopf hatte. Das Zusammentreffen mit Satoko sollte zwar bleiben, Honda sollte statt des Gartens aber ein Dorf besuchen, in dem alle Bewohner die prägnanten drei untereinanderliegenden Muttermale haben. Weshalb dieses Ende verworfen wurde, ist nicht bekannt.

## Hintergrund

### Schreibprozess und Inspirationen

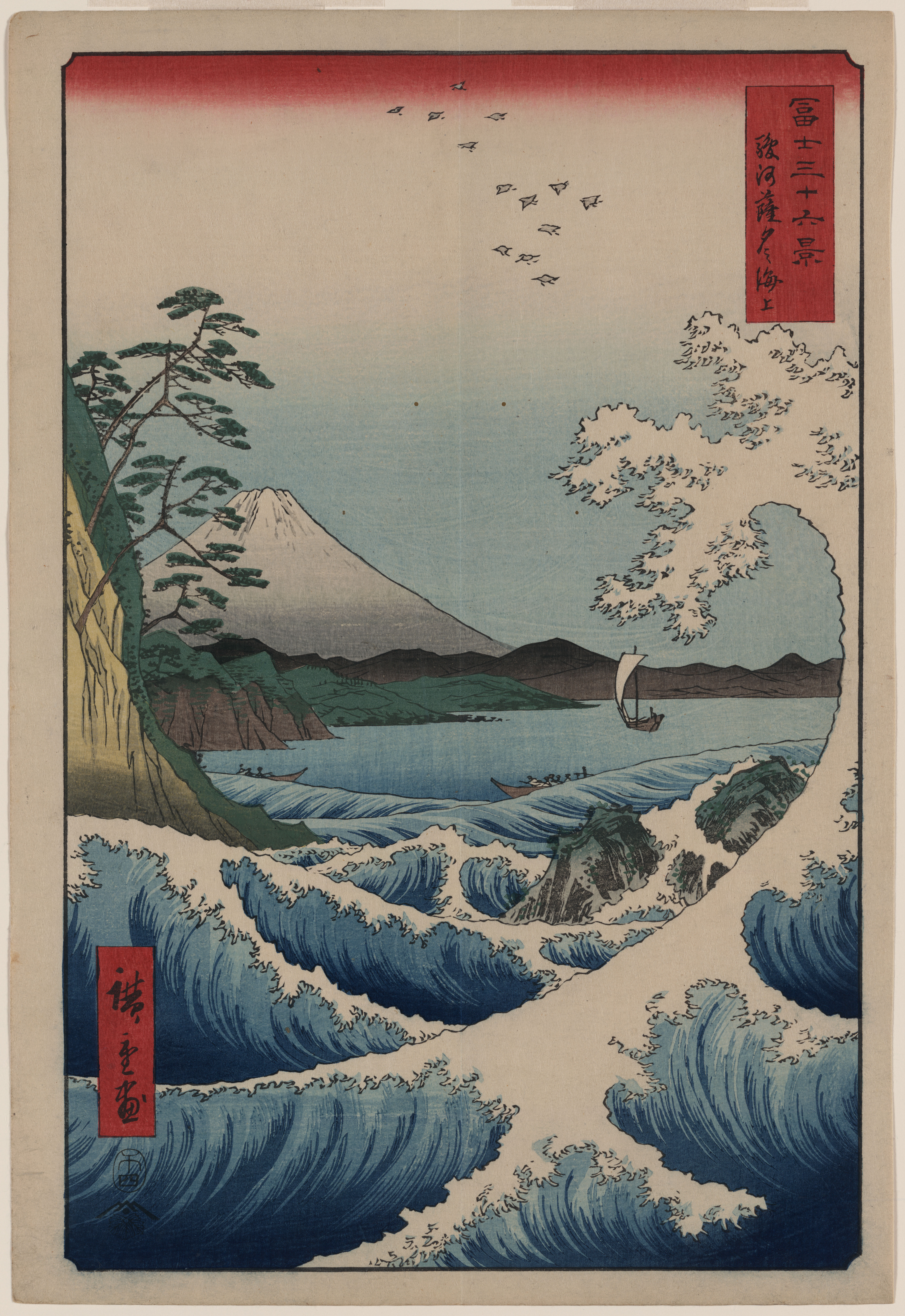
Für seine Recherchen besuchte Mishima die Suruga-Bucht.

Die Schreibarbeiten dauerten vom Mai 1970 bis zum November desselben Jahres an. Mishima stellte die letzte Seite des Manuskripts am Tag seines Suizids fertig, dem 25. November 1970. In einem Interview bei Mainichi Shimbun vom 26. Februar 1969 gab Mishima ursprünglich an, dass Die Todesmale des Engels in etwa zum November 1971 fertig sein sollte. Das Vorhaben wurde aufgrund des Putsches am 25. November 1970 und des damit einhergehenden Suizids um ein Jahr vorgezogen. Dadurch erklärt sich auch die Kürze von gerade einmal 236 Seiten.
Einem Brief Mishimas an Tsuyoshi Muramatsu ist zu entnehmen, dass sich Mishima genötigt sah, das ursprüngliche Konzept des Romans – mit einzelnen Ausnahmen wie dem Ende – vollständig umzuändern. Auch die originale Schreibnotiz weicht erheblich von dem Endprodukt ab. Da sein persönliches Tagebuch weder geordnet noch nummeriert wurde, ist nicht mehr komplett rekonstruierbar, wie sich die Änderungen genau entwickelt haben. Konsens besteh aber über das erste Konzept; folgend eine Seite aus Mishimas Schreibnotiz.:

„Honda alt (sic!). Es gibt verschiedene Figuren, die wie Protagonisten aus Band 1 2 3 aussehen, aber sie sind Fälschungen. Honda sucht Reinkarnation, kann sie aber nicht finden. Mit 78 soll er sterben. Es taucht ein 18-jähriger Junge auf, der durch seine ewige Jugend wie ein Engel strahlt (gerade aus Gefängnis entlassen) (die Helden der Vergangenheit sind nicht aus dem Samsara entkommen). Honda sieht seine Muttermale und hält Junge für Reinkarnation Kiyoakis. Junge ist Verkörperung von Hondas Speicherbewusstsein. Als Honda im Sterben liegt sieht er den Jungen, wie er in den Himmel aufsteigt (Tod von Baldasar).“

Die letzte Anmerkung der Notiz, Tod von Baldasar, ist eine Anspielung auf den jungen Baldasar, ein Held aus Prousts nur im Französischen erschienener Kurzgeschichte La mort de Baldassare Silvande (dt. Der Tod des Baldassare Silvand). In dieser beschreibt Proust den glücklichen Tod von Baldasar Sylvand, als dieser aus dem Fenster ein Schiff aus Indien beobachtet und durch die Kirchenglocken an seine Vergangenheit erinnert wird. Das Symbol der Schiffe, sowie Indien als Symbol des spirituellen Erwachens, spielen auch bei Die Todesmale des Engels eine bedeutende Rolle. Wie genau aber die Anmerkung „Tod von Baldasar“ zu verstehen ist, weiß vermutlich nur Mishima.
Abweichend von La mort de Baldassare Silvande hat sich Mishima aber von seinem ursprünglichen Konzept verabschiedet, in welchem der vierte Protagonist Honda zum Bodhi verhilft und sich für das genaue Gegenteil, einer „Studie des Bösen“, entschieden. Aus dem Jungen, der „wie ein Engel“ war, wurde mit Tōru ein Junge, der „wie der Teufel“ ist.
Die Idee, Zeitungsartikel und Privatdetektive als Mittel der Erkenntnis zu implementieren, kam Mishima durch die berühmte USA-Trilogie von John Dos Passos, der sich wie Mishima beim Meer der Fruchtbarkeit, in dieser das Ziel vorgenommen hat, die Entwicklung der Vereinigten Staaten zu karikieren.
Der ursprüngliche Titel des Romans lautete Die Mondfinsternis und wurde kurzfristig in Die Todesmale des Engels geändert, als sich Mishima entschied, das Konzept der Devi in seinen Roman mit einfließen zu lassen.
Für seine Recherchen besuchte er den Shimizu Hafen und die anliegende Suruga-Bucht im Mai 1970.

### Veröffentlichung
Der Roman erschien am 25. Februar 1971 posthum bei Shinchosha.
Eine deutsche Übersetzung von Siegfried Schaarschmidt erschien 1988 beim Carl Hanser Verlag (ISBN 978-3-446-14615-0), sowie 1990 als sublizenzierte Taschenbuchausgabe beim Goldmann Verlag (ISBN 978-3-442-09940-5).

## Im Kontext des Suizids

### Mishima-Vorfall

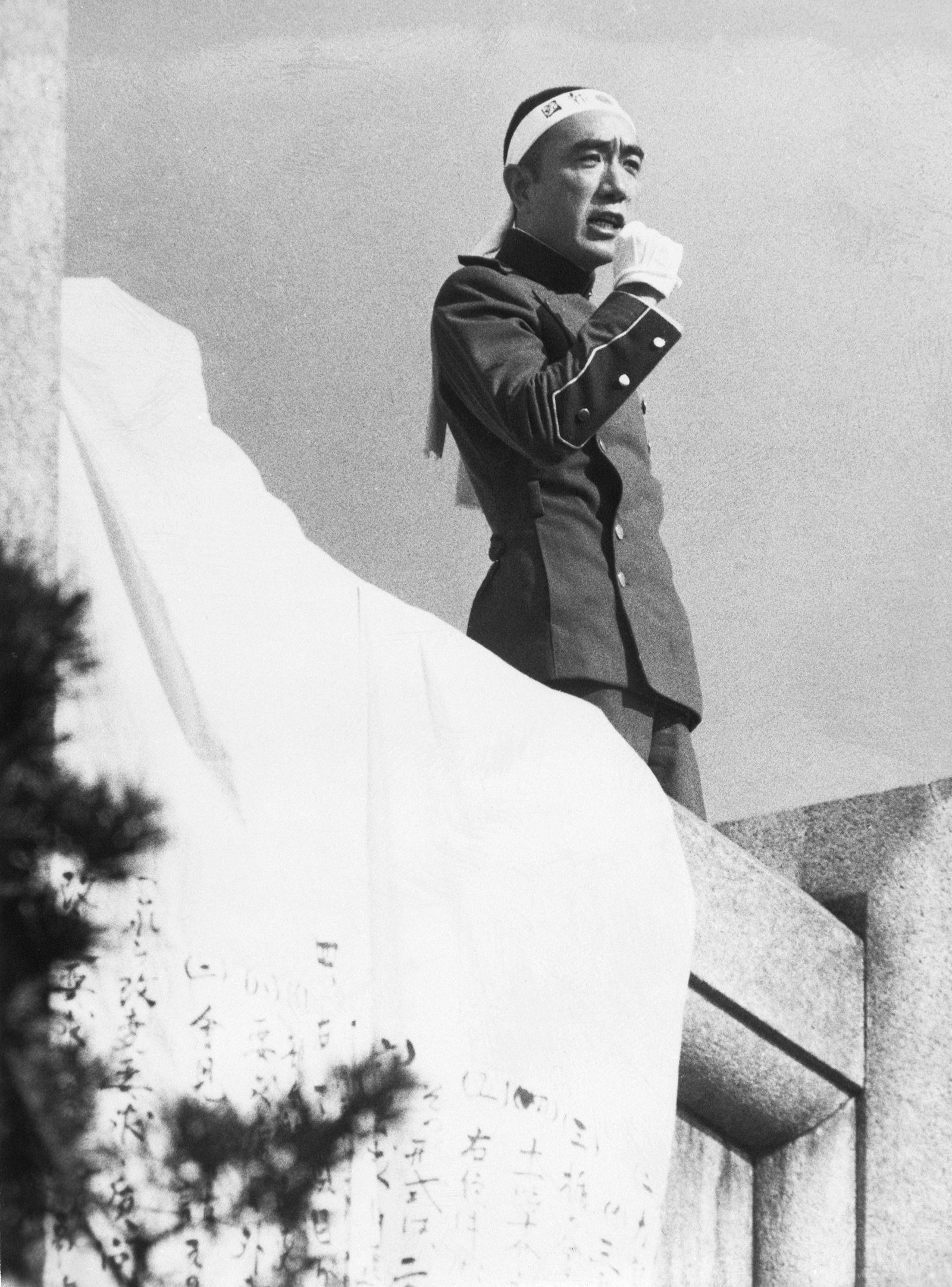
Mishima während des Putschversuches bei seiner Rede

Am 25. November 1970 besuchte Mishima mit vier Mitgliedern der Tatenokai – Masakatsu Morita, Masahiro Ogawa, Masayoshi Koga und Hiroyasu Koga – unter einem Vorwand den diensthabenden Kommandanten der japanischen Streitkräfte, Kanetoshi Mashita, im militärischen Hauptquartier und heutigen Sitz des japanischen Verteidigungsministeriums. Im Büro angekommen verbarrikadierten sie die Türen, banden Mashita an einen Stuhl und nahmen ihn als Geisel. Mishima trug ein Hachimaki-Stirnband in den Farben der japanischen Sonnenmappenflagge, überschrieben mit den Kanji „Sieben Mal wiedergeboren werden, um dem Land zu dienen“ (七生報國). Der Schriftzug ist eine Referenz auf die letzten Worte von Kusonoki Masasue, dem jüngeren Bruder des Samurai Kusunoki Masashige, die beide im 14. Jahrhundert beim Versuch starben, den Kaiser zu retten.
Mit seinem vorgefertigten Manifest und einem beschrifteten Banner trat Mishima auf den Balkon des Gebäudes und hielt eine Rede, in der er die japanische Armee zur Besetzung des Parlamentes und zur Wiedereinsetzung des Kaisers als politischen Machthabers aufrief. Er mokierte sich über die Streitkräfte für ihre Gleichgültigkeit bezüglich einer Verfassung, „die ihre eigene Existenz verleugne“, und warf ihnen vor, ihren „Samurai-Geist“ verloren zu haben. Sein Appell blieb auf Grund des Desinteresses der anwesenden Soldaten folgenlos. Er brach die Rede vielmehr wegen des Spottes der Soldaten und des Helikopterlärms, der die Rede kaum verständlich machte, frühzeitig mit dem Aufschrei „Lang lebe der Kaiser!“ (天皇陛下万歳) ab. Morita und Ogawa warfen DIN-A4-Zettel bedruckt mit Mishimas finalem Appell in die Menge, ehe sie sich mit diesem ins Gebäude zurückzogen. Das Abwerfen des Appells war als Notlösung gedacht, sollte die Rede keinen Anklang finden. Sie fasste mit circa 900 Worten Mishimas Rede zusammen:

„Es ist selbsterklärend, dass die USA nicht erfreut davon wären, wenn eine wahrhaftige japanische Freiwilligenarmee (eine Anspielung auf die russische Freiwilligenarmee) unser Land beschützen würde.“

Im Büro entschuldigte sich Mishima bei Mashita und ließ ihn frei:

„Wir mussten es tun, um die Streitkräfte auf den richtigen Weg zu ihrem Kaiser zu führen. Mir blieb keine andere Wahl.“

Unmittelbar danach beging Mishima Seppuku, eine ritualisierte Art des Suizids durch Ausweiden. Morita wurde beauftragt, als Mishimas Kaishakunin (ein zweiter Beteiligter am Seppuku, der im Moment des Bauch-Aufschneidens den Suizidenten enthauptet, um ihn vor weiteren Schmerzen zu bewahren) zu dienen. Morita hatte jedoch Schwierigkeiten, die Aufgabe korrekt durchzuführen, sodass nach drei gescheiterten Versuchen, Mishimas Kopf abzutrennen, Koga übernehmen musste.

### Einordnung durchDie Todesmale des Engels
Einer der selbst erklärten Ziele der Tetralogie war die Introspektion der verschiedenen Seiten des Autors. Da Mishima mit den Todesmalen des Engels nicht bloß die Tetralogie abgeschlossen hat, sondern das Buch auch am letzten Tag seines Lebens fertigstellte, wurde besonders häufig auf dieses zugegriffen, um Mishimas letzten Akt und seine Gedankengänge verständlich zu machen.
Besonderer Fokus lag dabei auf der Frage, ob sich Mishima durch seinen „ehrenwerten Tod“ in Form des Prinzipientodes Privilegien im Jenseits oder in seiner nächsten Reinkarnation erhoffte. Die Frage wurde mit dem Roman weitestgehend beantwortet. Honda realisiert am Ende des Werkes nach seinem Gespräch mit Satoko die Endlichkeit des Lebens; seine Zurückhaltung, nicht im Zuge seiner Leidenschaft, sondern nach purer Rationalität zu handeln, hat sich in den Tempelgärten als fehlerhafte Einschätzung herausgestellt. Aufgrund seiner Befürchtungen, Konsequenzen in seinem späteren Leben oder im Jenseits zu spüren, hielt sich Honda sein Leben lang bedeckt und bewunderte jene – wie Kiyoaki, Isao oder Ying Chan – die es nicht taten, sondern ihr Leben einem Ideal widmeten und nach ihren Prinzipien lebten und starben.
Dieselbe Erkenntnis kam auch Mishima, der, obgleich seine Tetralogie von Reinkarnationen handelt, auch seinen Biografen nach selbst nicht an das Konzept glaubte. Folglich war die anfängliche Einordnung seines Suizids als spiritueller Akt für ein höheres Erwachen fehlerhaft. Wie Honda war er sich am Ende bewusst, dass es nur ein einziges Leben gibt; es gibt kein Jenseits, in dem er Rechenschaft ablegen muss. Dementsprechend konnte er ohne Gewissensbisse nach seinen Prinzipien leben und sterben:

„Wir träumen immer davon, das Absolute zu erreichen, aber das Leben ist kein romantischer Traum und das Absolute nicht erreichbar. […] Im Romanzyklus führt jeder der Protagonisten ein absolutes und einziges Leben, nicht mehr nicht weniger, das sich am Ende im Relativismus der Bewusstseinslehre auflöst und sie ein für alle Mal ins Nirwana führt.“

### Andeutung des Suizids im Entstehungsprozess des Romans
Bereits durch andere Werke wie Patriotismus und Sonne und Stahl deutete Mishima sein späteres Ableben an.
Die Todesmale des Engels spezifisch nannte Mishima in einem Brief an seinen ehemaligen Lehrer Fumio Shimizu als seine „letzte Hinterlassenschaft“ und „für mich […] das Ende der Welt“:

„Ich habe über den Bayon in Kambodscha einmal ein Theaterstück namens Die Terrasse des aussätzigen Königs geschrieben. Dieser Roman [Die Todesmale des Engels] ist mein Bayon. Ich kann es nicht ertragen, von Leuten kritisiert zu werden, die keine Ahnung davon haben, wovon sie reden, geschweige denn worüber ich schreibe. Und ich kann es auch nicht ertragen, mit anderen schlampigen Roman in einen Topf geworfen zu werden. Mit anderen Worten: Für mich ist dieser Roman meine letzte Hinterlassenschaft und für mich ist der Roman das Ende der Welt. Ich schreibe ihn nur noch aus einem gewissen Stolz.“

Shimizu sagte später, dass er den Brief als Karriereende Mishimas gedeutet hatte, jedoch nicht als Ankündigung seines Suizids.

## Rezensionen

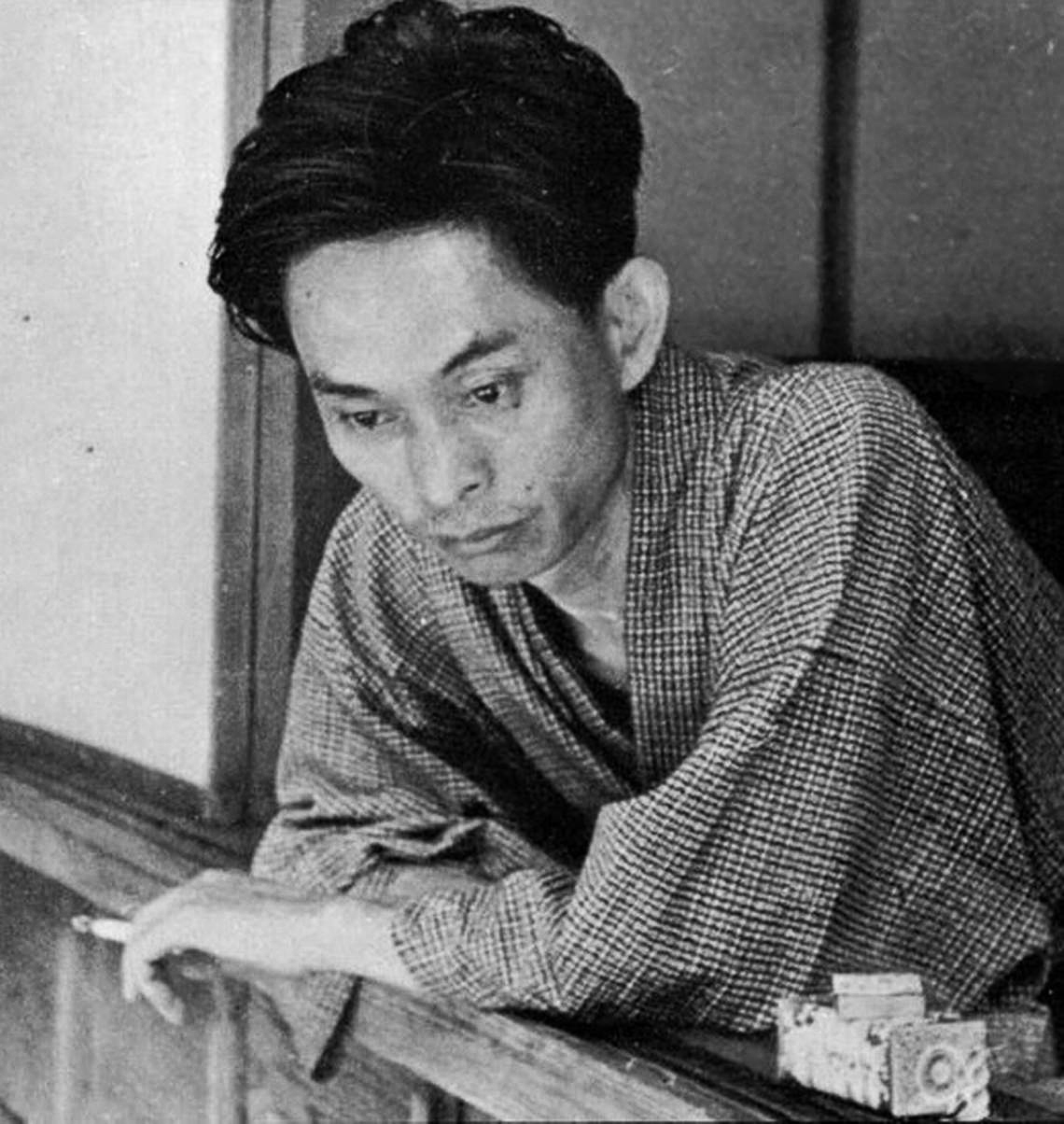
Kawabata Yasunari bezeichnete Die Todesmale des Engels als einen der zwei „besten japanischen Romane aller Zeiten.“

Die Todesmale des Engels wird allgemeinhin als eines der besten Werke Mishimas und würdiger Abschluss der Tetralogie bezeichnet. Auf Goodreads wurde ein Mittelwert von 4,13 (maximale Punktzahl 5) basierend auf 3.495 Bewertungen ermittelt. Auf LovelyBooks hält der Roman eine Durchschnittspunktzahl von 4,5 (maximale Punktzahl 5).
Kawabata Yasunari bezeichnete Schnee im Frühling und Die Todesmale des Engels als die „besten japanischen Romane aller Zeiten“ und Charles Solomon schrieb 1990: „Die vier Bücher bilden bis heute eines der hervorragendsten literarischen Machwerke des 20ten Jahrhunderts und eine ausgezeichnete Zusammenfassung des Lebens und Schaffens des Autors selbst.“
Nicolas Gattig von The Japan Times bedauert, dass das Buch „durch den Suizid des Autors […] oft überschattet wird.“ Richard T. Kelly von The Guardian bezeichnete Die Todesmale des Engels als „Werk von pechdüsteren Pessimismus, das das Japan von 1970 als fast komplett von modernem Gestein konsumierten Ort“ sieht. Annie Kapur von Vocal.Media nannte das Buch „ein Roman, getränkt in existenzialistischer Atmosphäre“ und lobte die Übersetzung als „genauso wunderschön wie jeder Mishima-Roman sein sollte.“ Der Roman erzählt eine „großartige Geschichte über die Entwicklung eines alten Mannes und seinem Wunsch nach einem Erben.“
Alan Friedman von The New York Times nannte Mishima „zu Leb- und Todeszeiten ein Meister prächtiger Überraschungen“ und das Buch als „spannender, subtiler und origineller Roman“. Professor Hans Christian Hagedorn von der Universität Kastilien-La Mancha schreibt, die Lektüre hinterließe einen „tiefen Eindruck“, eine „sinnliche Vorstellung von einem gewaltigen Umsturz der Verhältnisse.“
Der US-amerikanische Regisseur Francis Ford Coppola bezeichnete Die Todesmale des Engels als einen der „prägendsten Romane“ seiner Karriere und ließ wesentliche Inspirationen in seinen Film Apocalypse Now einfließen.

## Referenzen zu anderen Werken
Wie auch in den vorherigen drei Bändern nutzt Mishima seine letzte Hinterlassenschaft, um seinen liebsten Künstlern und Werken Tribut zu zollen.
- Das Nō-Spiel Hagoromo (auf Deutsch: Federkleid) von Zeami Motokiyo, in dem ein Engel stürzt und sein Gewand verliert, dient als Grundlage der Erzählung. Die Legende des gestürzten Engels erfreut sich besonders auf den Izu-Inseln großer Berühmtheit.
- Der Höfling Ichijō Kaneyoshi wird in Kapitel 2 erwähnt. Nach soll den Landeplatz des Engels aus Hagoromo als Strand Uedas identifiziert haben. Die Übersetzung ordnet ihm fehlerhaft dem 14. Jahrhundert zu, tatsächlich lebte Kaneyoshi aber im 15. Jahrhundert.
- Die Anguttara-Nikaya, vierte der fünf Sammlungen, aus denen die Suttapitaka besteht, wird in Kapitel 8 erwähnt. Diese ist in 11 Bücher untergliedert, jedes Buch beschreibt ein Phänomen in der jeweiligen Anzahl (zum Beispiel Buch 2 beschreibt zwei Arten des Glücks, Buch 3 beschreibt die drei Beweggründe zum Guten). Im fünften Buch, dem Ekottara-agama, werden die fünf Todesmale des Engels beschrieben.
- Das Buch Das Leben des Buddhas wird in Kapitel 8 erwähnt. In diesem werden die fünf Todesmale wiederholt, nur dass konkretisiert wird, dass die den Engel umhüllende Dunkelheit auch das Erlöschen seines Heiligenscheins mit sich bringt.
- Zuletzt wird auch der buddhistische Text Abhidharma Mahāvibhāṣa Śāstra, ein Kommentar zum Jnanaprasthana (auf Deutsch: Begründung von Wissen), erwähnt, der die vorherigen beiden Texte insoweit ergänzt, dass sobald einer der Todesmale eingetreten ist, das Sterben nicht mehr verhindert werden kann. Er besteht aus acht Sektionen, die sich mit verschiedenen buddhistischen Praktiken und Symbolen auseinandersetzen.
- In Kapitel 13 erfährt der Leser, dass Tōru als Kind die Bilder der Schule von Fontainebleau mochte.
- Die Kitano-Schriftrolle am Kitano Tenman-gū, Kyōto erscheint im achten Kapitel. In dieser hat Honda als kleiner Junge das erste Mal die fünf Todesmale in Gestalt kunstvoller Bilder gesehen. Noch bevor er verstehen konnte, was er sieht, war er fasziniert.
- In Kapitel 17 lernt Tōru von Honda, wie er sich mit fremden Gästen zu unterhalten hat. Auf die Frage, wer sein liebster Maler sei, antwortet Tōru „Andrea Mantegna“.
- Die (Mahā)māyā sūtra wird in Kapitel 30 erwähnt. Sie handelt von Maya, der Mutter Siddhartha Gautamas, der seinerseits der „historische Buddha“ war.

## Referenzen zu echten Ereignissen, Orten und Personen
- Der Yakuza Jirōchō Shimizu und seine Ehefrau Ōchō werden genannt. Der in Japan als „Tōkaidōs Chef“ bekannt gewordene Gangsterboss ist Gegenstand zahlreicher Mythen. Er gilt als Gründer des Shimizu-Hafens.
- Honda besucht an mehreren Stellen des Buches den Miho no Matsubara, einen Strand, an dem der Engel gefallen sein soll.
- Die Großdemonstration der linksextremistischen Zengakuren vom 10. August 1970 wird erwähnt. Ziel der Proteste war, den Industrieabfall zu minimieren, welcher die Strände Japans zumüllt.
- Viele Stellen spielen in Shimizu. Von dem Ort ist der Fuji und der Udo sichtbar.
- Honda lebt mittlerweile in Hongō, in der Nähe der Universität Tokio.
- Die Gärten des Meiji-Schrein in Shibuya werden erwähnt.
- Tōru und Momoko treffen sich im Koishikawa Kōrakuen.

## Notizen
- Das Buch wurde serialisiert im Shinchō-Magazin, kurz vor und kurz nach dem Suizid des Autors. Obwohl anhand der Unterschrift am Ende deutlich ist, dass der letzte Feinschliff am 25. November 1970 gegeben wurde, gilt als gesichert, dass das grobe Manuskript schon im August 1970 fertig war. Dort soll er es seinem engen Freund Donald Keene gezeigt haben, als die beiden Urlaub in Shimoda machten – einer Stadt nahe dem Handlungsort des Romans.
- Bis kurz vor dem Zweiten Weltkrieg wurde das Alter in Südostasien und Japan nicht durch Geburtstag, sondern durch die Anzahl an verschiedenen Jahren, die durchlebt wurden, gezählt. In den Todesmalen des Engels wird Alter eindeutig nach Geburtstagen gezählt.

## Einführende Zitate
„Drei Vögel verschmelzen im Himmel zu einer Einheit. Dann, in ihrer Unordnung, trennen sie sich wieder. Da war etwas Wunderbares. Es muss etwas bedeuten, wenn sie sich nahe kommen, den Wind ihrer Flügel spüren und dann wieder distanzieren.“

Mishima nimmt Bezug auf die Hossō-shū, in der Zerstörung und Kreation zwei Seiten desselben Prozesses sind, durch den das Phänomen der Realität wahrnehmbar wird. Honda wurde der Prozess bei der Feuerbestattung in Varanasi, im Vorgängerroman bewusst.

„Die Freude am Sehen, in einer Welt, in der alles selbsterklärend und gegeben ist, existiert nur im unsichtbaren Horizont, weit hinter dem Meer. Vielleicht, dachte er, war er eine Wasserstoffbombe, verflucht mit einem Bewusstsein. In jedem Fall war klar, dass er kein Mensch ist.“

Tōru macht ersichtlich, dass er sich selbst nicht als Mensch empfindet und sich erst im Jenseits und zurück im Himmel Freude an seiner Existenz erhofft. Die Analogie zum Sehen ist eine Prophezeiung seiner späteren Erblindung.

„Die Stimmen der Kinder waren wie Glassplitter. Tōru mochte es, Menschen wie Tiere im Zoo zu beobachten…“

Da sich Tōru für etwas Nichtmenschliches, Außergewöhnliches empfindet, sind sie ihm völlig fremd. Auch dadurch bedingt entwickelt er seine „bösartige“ und „sadistische“ Ader.

„Honda sagte sich selbst: 'Im Moment meines Todes werden sie alle verschwinden.' Der Gedanke machte ihn glücklich, eine Form der Rache. Es wäre keine Schwierigkeit, die Welt zu entwurzeln und sie der Leere zurückzugeben. Alles, was er tun musste, war zu sterben. Es machte ihn ein wenig stolz, dass ein alter Mann, der schnell vergessen wird, den Tod als zerstörerische Waffe in seiner Hand hält. Ihm machten die fünf Todesmale keine Angst.“

Hondas geänderte Philosophie und „Leere des hohen Alters“ wird vorgestellt.

„Die brechenden Wellen waren eine Manifestation des Todes. Es musste so sein. Im geöffneten Schlund der See wartete der Tod. Sie entledigt sich des Körpers, versteckt sie vor dem Blick der Öffentlichkeit.“

Das Meer ist ein wiederkehrendes Symbol des Seins und des Todes.

## Adaptionen
Der britische Parfümhersteller Timothy Han / EDITION brachte 2020 ein Parfüm unter dem Namen The Decay of the Angel raus, das nach der Produktbeschreibung an die fünf Todesmale aus Yukio Mishimas Roman angelehnt ist. Die graphische Gestaltung übernahm die polnische Grafikerin und Malerin Gosia Sobczak.
Das Album Decay of the Angel vom Multi-Instrumentalisten Jeremiah Cymerman ist an den Roman angelehnt.